# ムハンマドの表象
ムハンマドの表象（ムハンマドのひょうしょう）は、イスラム世界において一筋縄ではいかない問題である。歴史を通じて、ムハンマドの人相や風体を口承や文書によって伝えることが問題になることは少なかったが、視覚的に描写することはその許容範囲について意見が一致しない。コーランにははっきりとムハンマドの肖像画を禁じているととれる箇所はないものの、いくつかのハディースがムハンマドの姿を視覚的に描写することを明確に禁じている。ムハンマドの外見について視覚的に描写することはあらゆる意味で伝統的であったとはいえないものの、ムハンマドの肖像画の存在を伝える古い文献や、外見の特徴を書き記したものが残っており、その特徴については正しいとされることが多い。
ムハンマド画をはじめとしてイスラム美術における視覚表象を宗教美術として許容しうるかという問題は、学者のあいだでも意見の一致をみない。宗教的な人物でも歴史や詩歌の著作であればふつう挿絵がつくのに対し、コーランはそれがない。「文脈と意図の把握が、イスラムの絵画美術を理解するうえでは欠かせない。ムハンマド像を創り出したムスリム画家たちも、それを鑑賞したムスリム社会も、それが崇拝の対象ではないことを理解していた。たとえそれが装飾として崇拝対象の一部をなしていたとしても」。
一方で、学者もこうした肖像画が「宗教的な要素」を帯びることについては認めていて、例えばイスラム社会で普遍的な信仰ではないが、ミウラージュ（昇天）を祝うためにムハンマドの肖像が利用されることもある。ムハンマドを視覚的に描写した例の多くが、顔をヴェールでおおっているか、その姿を炎として象徴的に描いている。1500年頃の有名な作品には、ムハンマドを顔も含めて描いているものもある。現代のイランという例外を除けば、ムハンマドの描写は非常に珍しい。イスラム社会のあらゆる時代、地域においても決して数は多くなく、みつかっても中世においてミニアチュールなど写本挿絵として、私蔵を前提に描かれているものにほぼ限られる。イスラム社会において公開を前提とした宗教美術の中心的であったのは、カリグラフィーである（イスラームの書法参照）。オスマントルコの時代には、ムハンマドについての文章を視覚的かつ装飾的に配置する美術のジャンルであるヒルイェが発達した。このヒルイェは肖像画としても鑑賞されうるものであった。
西欧という非イスラム世界においては、ムハンマドの視覚的描写はほとんど例がない。中世においては、敵意をもって描かれることが多く、ほとんどがダンテの詩の挿絵に描かれるものであった。ルネサンスと近代初期まで時代が下ると、より中立的で、英雄として肯定的な描かれ方がされるようになった。一方で、ムハンマドの描写はムスリムから抗議を受けるようになり、インターネットの時代においては、ヨーロッパのメディアにムハンマドの風刺的な肖像画が掲載されたことが発端になり、国際的な抗議活動と論争、テロリズムに発展する事件まで起こった。

## 背景
コーランは明示的に肖像画を禁じていないが、それを経典として補うハディースの一部は明確にあらゆる生物の肖像画を描くことを禁じている。それ以外の、肖像画を許容しているハディースも、決してそれを推奨しているわけではない。しかし、ムスリムの大半がムハンマドだけでなくモーセやアブラハムなど預言者を視覚的に描写することに否定的である。
スンニ派の信者はほとんどが、イスラムの預言者を視覚的に描くことは禁止するべきだと考えているし、とくにムハンマドの視覚的な表象については反対である。その根幹にあるのは、そうした肖像画が偶像崇拝につながるという考えである。シーア派のイスラム社会ではムハンマドの肖像画は今日とても一般的になったが、シーア派の学者もかつてはこうした描写については反対していた。いまも、ハディースの教えどおり厳格な立場をとる多くのムスリムは、あらゆるムハンマドの描写には否定的であり、たとえそれが非ムスリムが創作し、出版したものだからといって寛容にはならない。
世界の主要な宗教は、歴史のどこかで反偶像主義（アニコイスム）を経験している。ユダヤ教であれば十戒の1つが「刻んだ像」を禁じている。ビザンツ時代のキリスト教は、8世紀と9世紀に偶像破壊運動が広がるなかで、聖人の視覚的な表象が禁じられ、教会で鑑賞可能なのは十字架だけになった。イエスをはじめとする聖人の視覚表象は、プロテスタントの一部ではいまも議論になっている。

## 文献におけるムハンマドの肖像画
イスラム初期のハディースや文献には、ムハンマドの肖像画が登場する逸話が少なくない。アブー・ハニーファ・ディナワリ、イブン・ファキーフ・ハマダーニー、イブン・ワッシーヤ、アブー・ヌアイムなどが、異同はあれど、2人のメッカの人がビザンツの皇帝ヘラクレイオスのもとを訪れたときの逸話を伝えている。皇帝は2人に飾り戸棚を見せた。これはもともとは神がアダムに与えたというもので、皇帝はそれをアレクサンダー大王から譲り受けていた。その引き出しの1つ1つには、預言者の肖像画が1枚ずつはいっていた。最後の戸を開けると、そこにはムハンマドの肖像画があったので、メッカの人は驚いたのだった。同じ話が、メッカの人が中国の皇帝を訪れたときのものとして伝わっているものもある。アル・キサイによれば、神は実際にアダムに預言者の肖像画を与えたのだという。
イブン・ワッシーヤとアブー・ヌアイムは別の話も伝えている。メッカの商人がシリアを訪れたときのことだが、キリスト教の修道院に招かれたそのメッカの人は、そこで預言者や聖人を描いたたくさんの彫刻や絵画を目にする。その中にはムハンマドやアブー・バクルの聖像もあったが、キリスト教徒はそれとわかっていなかった。11世紀の逸話には、ムハンマドがサーサーン朝の王カワード2世に雇われた画家の前で肖像画を描くために招かれたという話が伝わっている。王はこのときの肖像画をいたく気に入り、枕元に飾ったという。
後代のアル＝マクリーズィーは、エジプト総督のムカウキスがムハンマドの使者と面会した時の逸話を伝えている。ムカウキスは、使者にムハンマドの外見を説明させ、1枚の布の上に立つ見知らぬ預言者の肖像画とその説明をつきあわせたのだった。そしてそれは一致していた。
17世紀の中国でも、皇帝がムハンマドとの面会を要求したが断られ、代わりに肖像画が送られてきたという話が伝わっている。皇帝はこの肖像画に夢中になるあまりムスリムに改宗したが、その時点で役目を果たした肖像画はどこかに消えてしまったという。

## ムスリムによる表象

### 言葉による描写

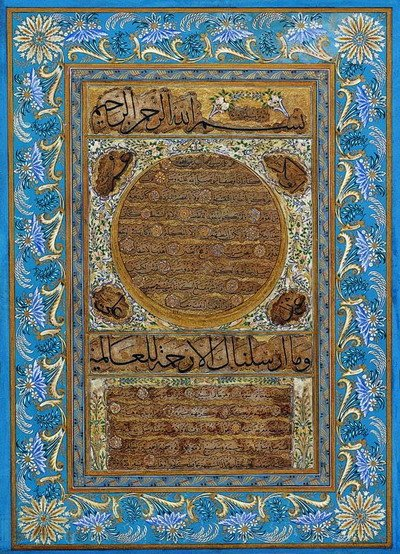
ハーフィズ・オスマンのヒルイェ

最初期の文献の1つであるイブン・サードの『大伝記集』（Kitab Tabaqat Al-Kubra）には、言葉によるムハンマドの描写が大量に見つかる。アリー・イブン・アビー・ターリブに帰せられる記述は次のようなものである 。
アラーの使徒、アラーの恵みのあらんその人は、背が低くもなく高くもない。髪は巻き毛でもなくまっすぐでもなく、その2つの中間である。その人は黒髪の男で、頭骨が大きい。肌には赤みがさす。肩の骨は幅広で、手と足は肉厚だ。その人は、長いマスルバを持つ。それでその人の髪は首もとから臍まで伸びる。睫毛は長く、眉は短く刈りこまれ、額は平らでつるりとし、2つの肩の間は広い。歩くときは高いところから降りるときのように傾いて歩く。 [...]このような人は、後にも先にも私は見たことがない
オスマン朝以降、上記のような文章はカリグラフィーの一種であるヒルイェのパネルに書き表わされるようになった。ヒルイェはふつう彩飾が施された枠で囲み、本かムラッカ（画冊）の形でまとめられる（後者のほうが多い）か、壁にかけられるように木枠に入れられる。装飾的なカリグラフィーという伝統は17世紀のオスマン朝の能書家であったハーフィズ・オスマンが創始したものである。作品にはムハンマドの外見についての具体的かつ技巧を凝らした人をひきつけるような描写が含まれていたが、能書家たちはその風貌については鑑賞者の想像に委ねることで、ムハンマドを絵画的に描いているという批判をかわすのであった。複雑なデザインが施された作品の各部には、上から下まで人間の体にちなんだ名がついていた。これは明らかにヒルイェは絵画の代替を目指した表現手段であったことを示唆している。

オスマン朝のヒルイェは形式的にバスマラを一番上に置くところから始まるのが通例になっている。そして間をあけて中央に「われは只万有への慈悲として、あなたを遣わしただけである。」Quran 21:107という文章が来る。中心の円のまわりには4つの面があり、そこには正統カリフであるアブー・バクル、ウマル、ウスマーン、アリーの名前と、それぞれに「彼にアッラーのご満悦あれ」という言葉が並ぶ。

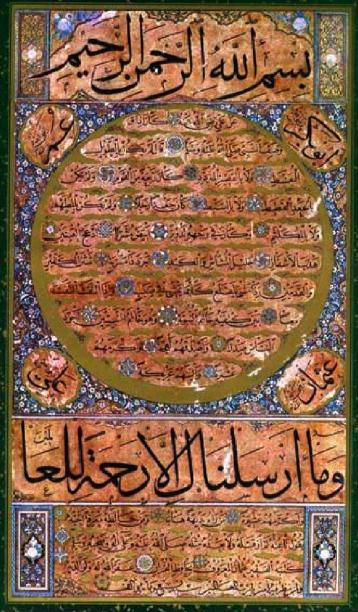
ハーフィズ・オスマンのヒルイェ
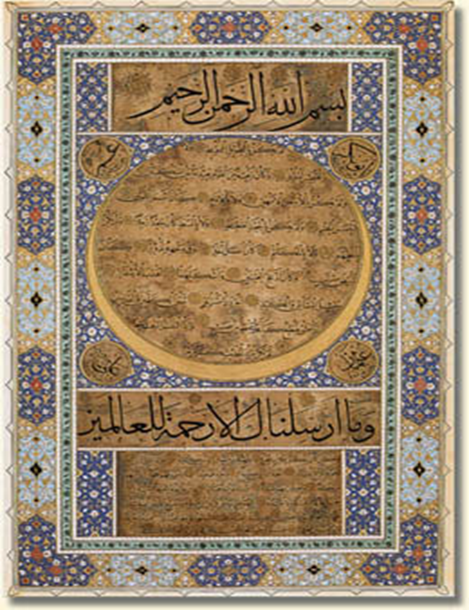
ハーフィズ・オスマンのヒルイェ
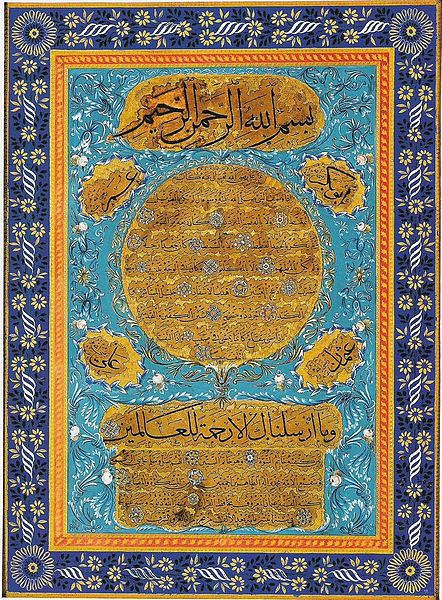
ハーフィズ・オスマンのヒルイェ
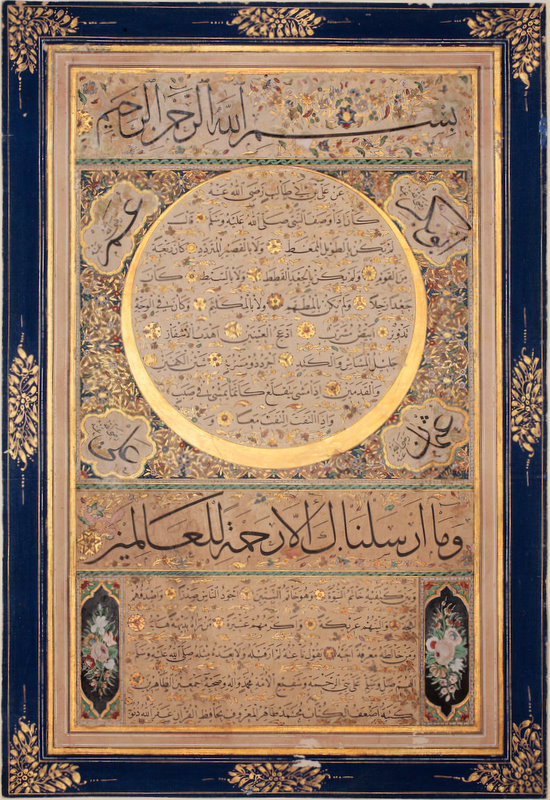
メフメト・タヒル・エフェンディ(Mehmed Tahir Efendi,1848年頃)
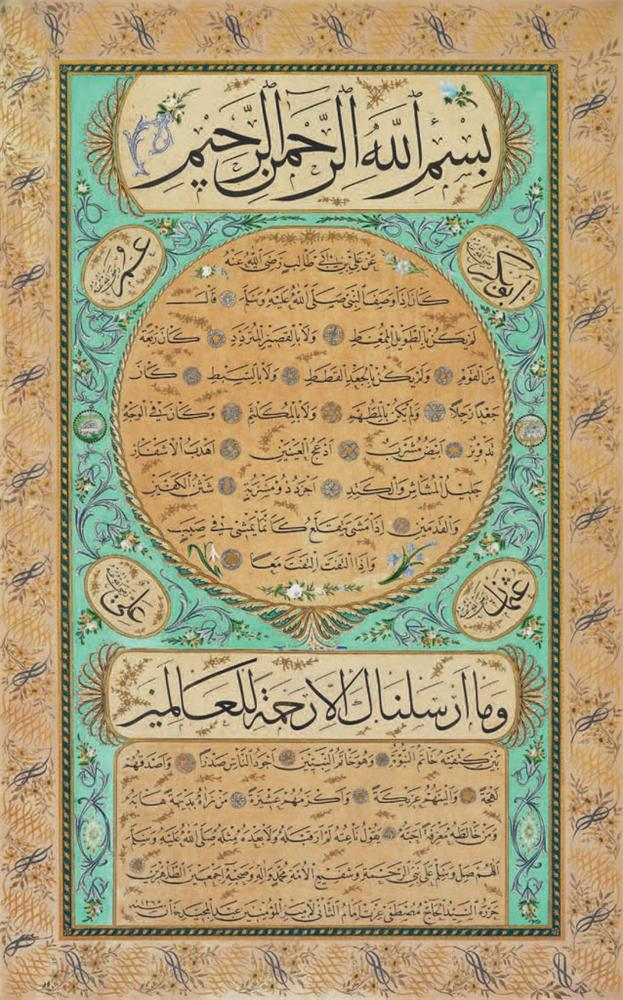
カザスケル・ムスタファ・イゼット・エフェンディ（英語版）のヒルイェ
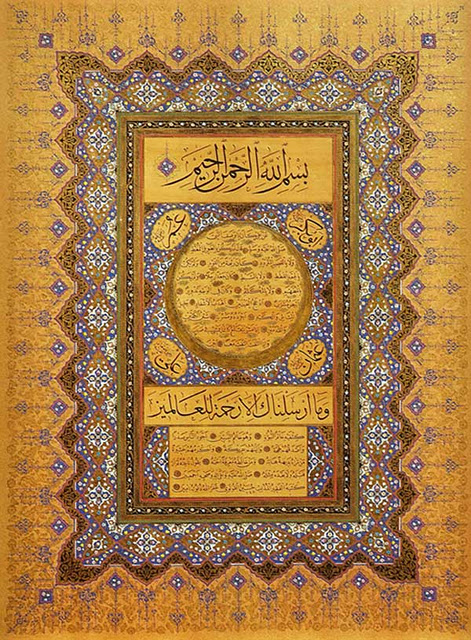
カザスケル・ムスタファ・イゼット・エフェンディのヒルイェ
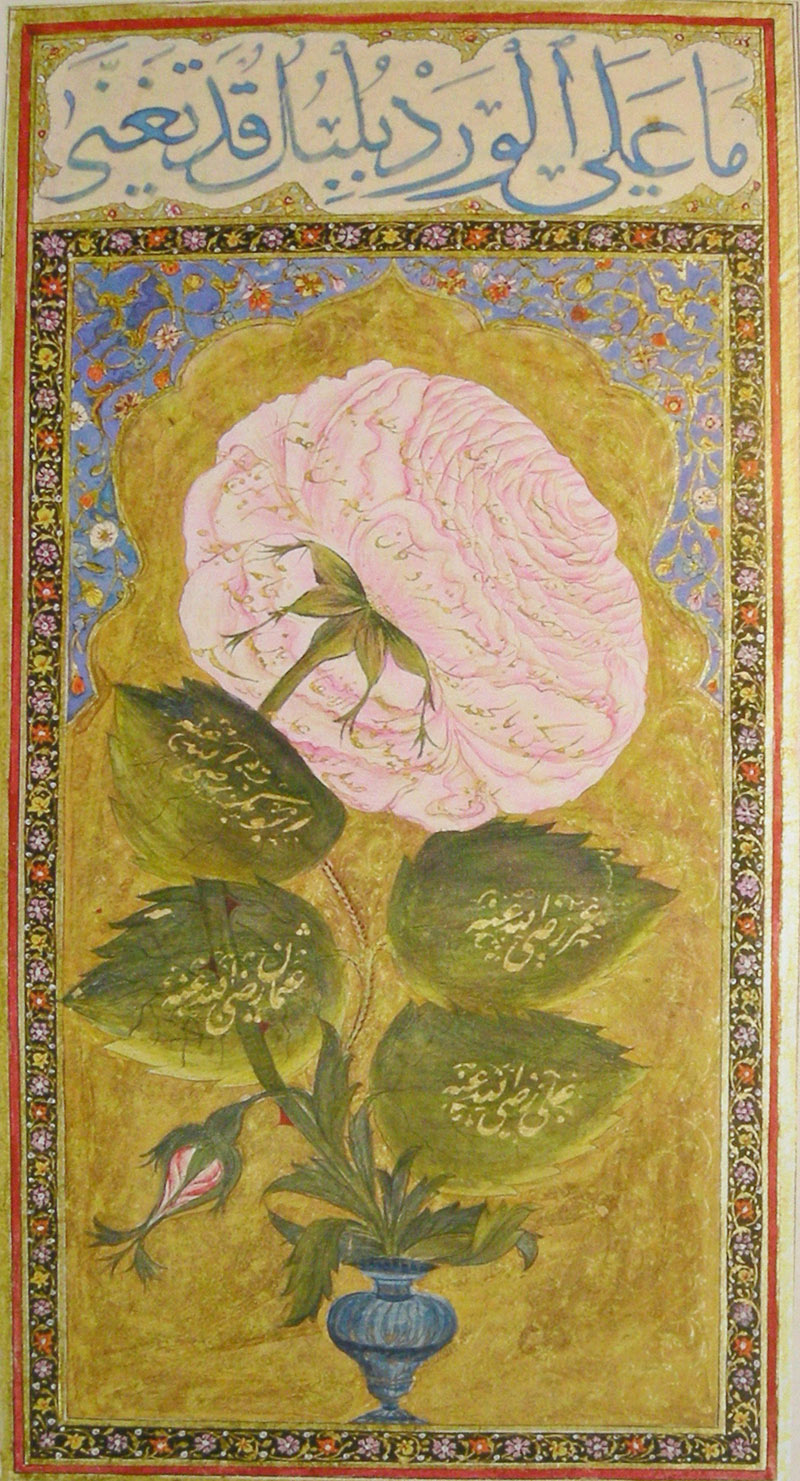
ムハンマドを象徴的に表したピンクの薔薇の花弁にしたためられたヒルイェ（18世紀）

### カリグラフィーによる表象
イスラム美術においては、特にアラビア語圏でムハンマドの視覚的な表象として最も一般的なのが、彼の名前をカリグラフィーにすることである。これは一種のゆるやかな円状のモノグラムで、ふつう装飾的な枠のなかに書かれる。アラビア文字以外で書かれることはあまりなく、再構成されたり反復された字に、祝福の言葉や敬称（例えば「使徒」だったりその縮約形）が添えられる。ムハンマドの名を表現する書法は様々で、例えばアンビグラムもその1つである。ムハンマドはよく薔薇によって象徴された。

神の名や、世俗的な署名であるトゥグラ、オスマン朝の国王の名を凝った形で組み直したモノグラムなど、イスラム世界における特別な形式のカリグラフィーに分類される、さらに複雑な作品もある。

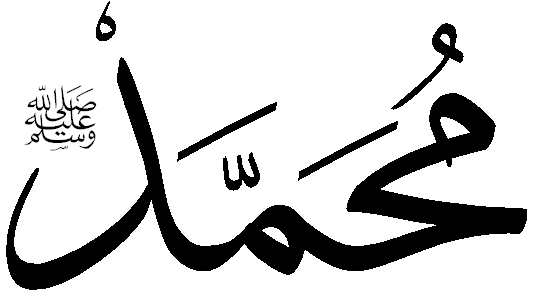
アラビア文字のスルス体で書かれたムハンマドの名前。左上に小さく「彼に平安あれ」とある
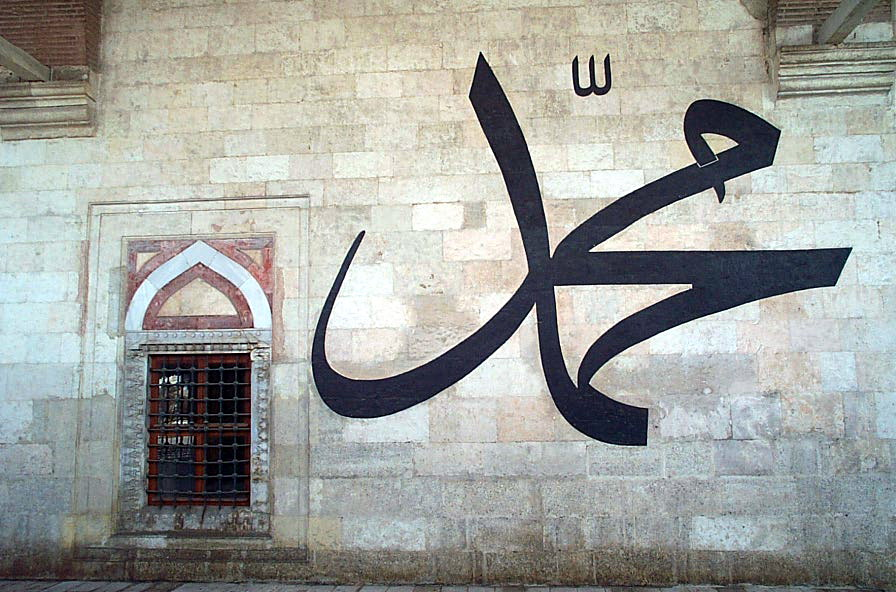
カリグラフィーによるムハンマドの名前（トルコ、エディルネのモスクの壁）
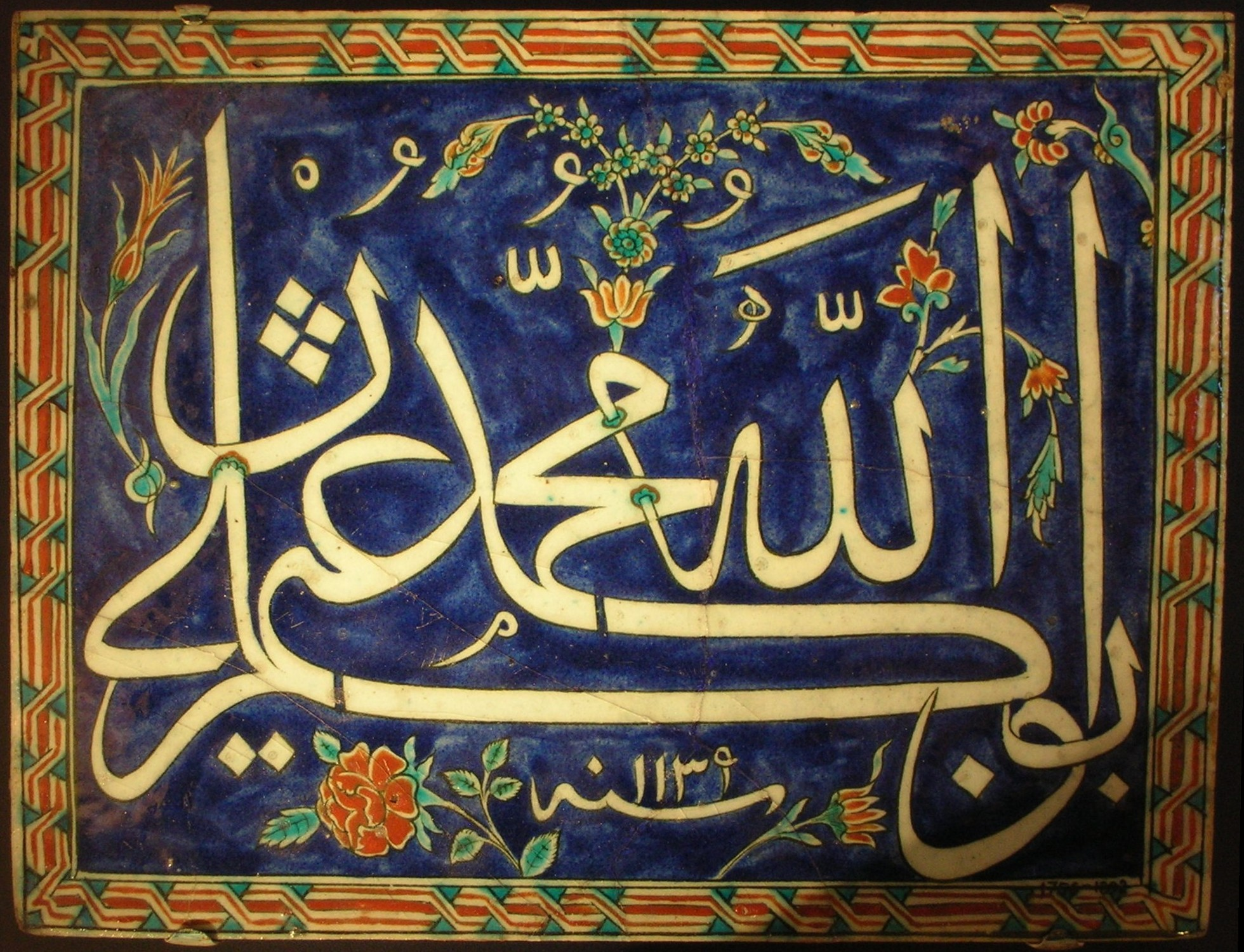
カリグラフィーによる装飾タイル（トルコ、18世紀）神、ムハンマドと彼の後継者である4人のカリフの名が書かれている
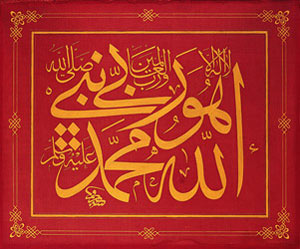
18世紀後半ないし19世紀はじめのカリグラフィーによるパネル（ムスタファ・ラーキム）
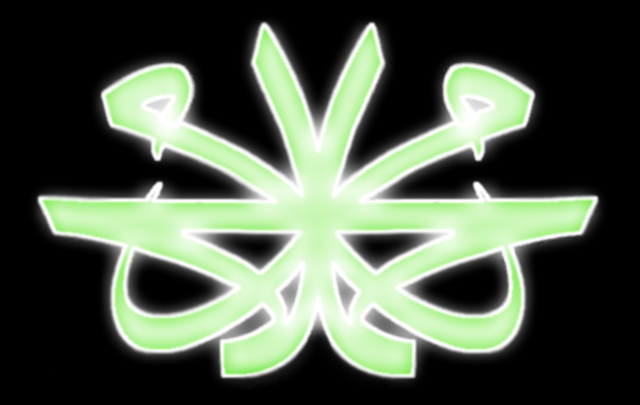
ムハンマドの名が書かれた鏡文字
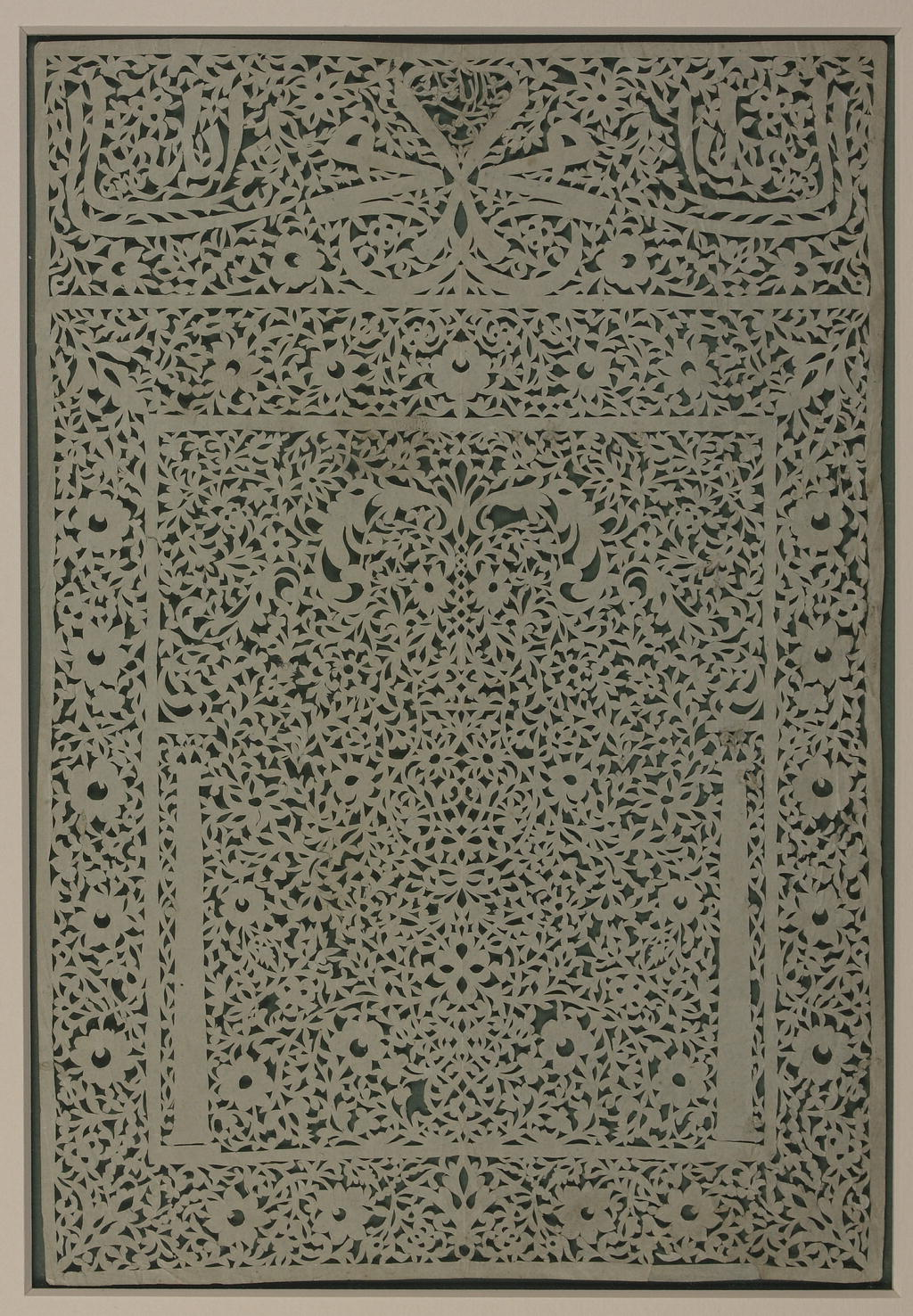
中央上部に鏡文字でムハンマドの名が書かれたカリグラフィーのデコパージュ (18世紀または19世紀) 。その下はミフラーブのような祈りをささげるための壁龕を表している
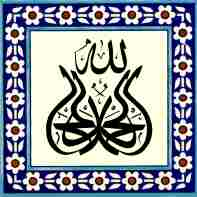
パレスチナの陶器を模したカリグラフィー。神 (الله)とムハンマド(محمد)の名が書かれている
ムハンマド (محمد) とアリー(علي),の名を逆さまにしても同じように読むことが出来るアンビグラム
クーフィー体で、４方から正方形に（または幾何学的に）書かれたムハンマドの名。イスラム建築におけるタイルの模様として多用された
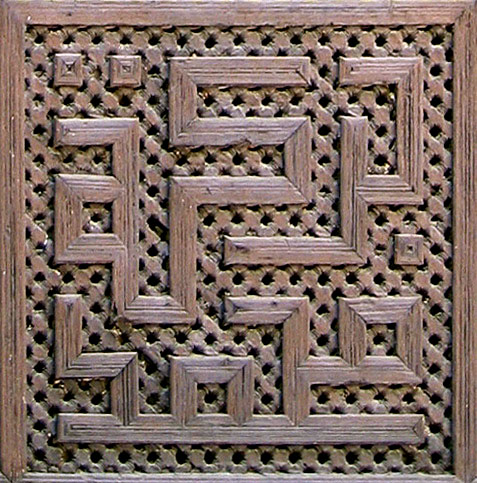
クーフィー体で書かれた「ムハンマドに祝福あれ」(بركة محمد )。メクネスのマドラサより
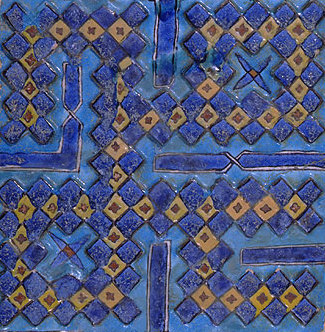
14世紀のウズベキスタンのマウソレウムに使われたタイル。ムハンマドの名 (محمد)がクーフィー体で彫られている。入り口の枠に用いられたものの一つ
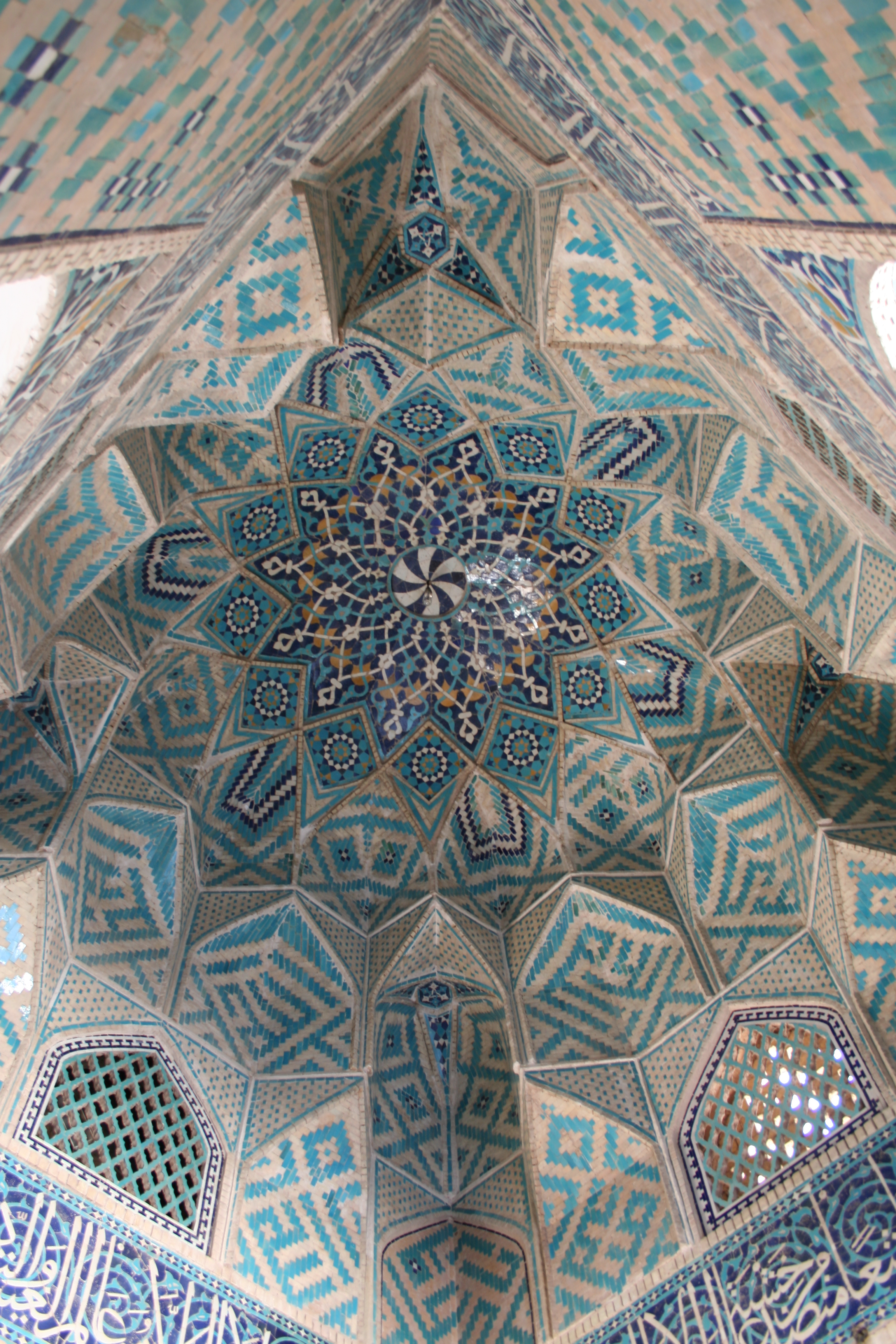
モスクの丸屋根。コーランが刻まれており、クーフィー体でムハンマドとアリーの名がタイル面に彫られている
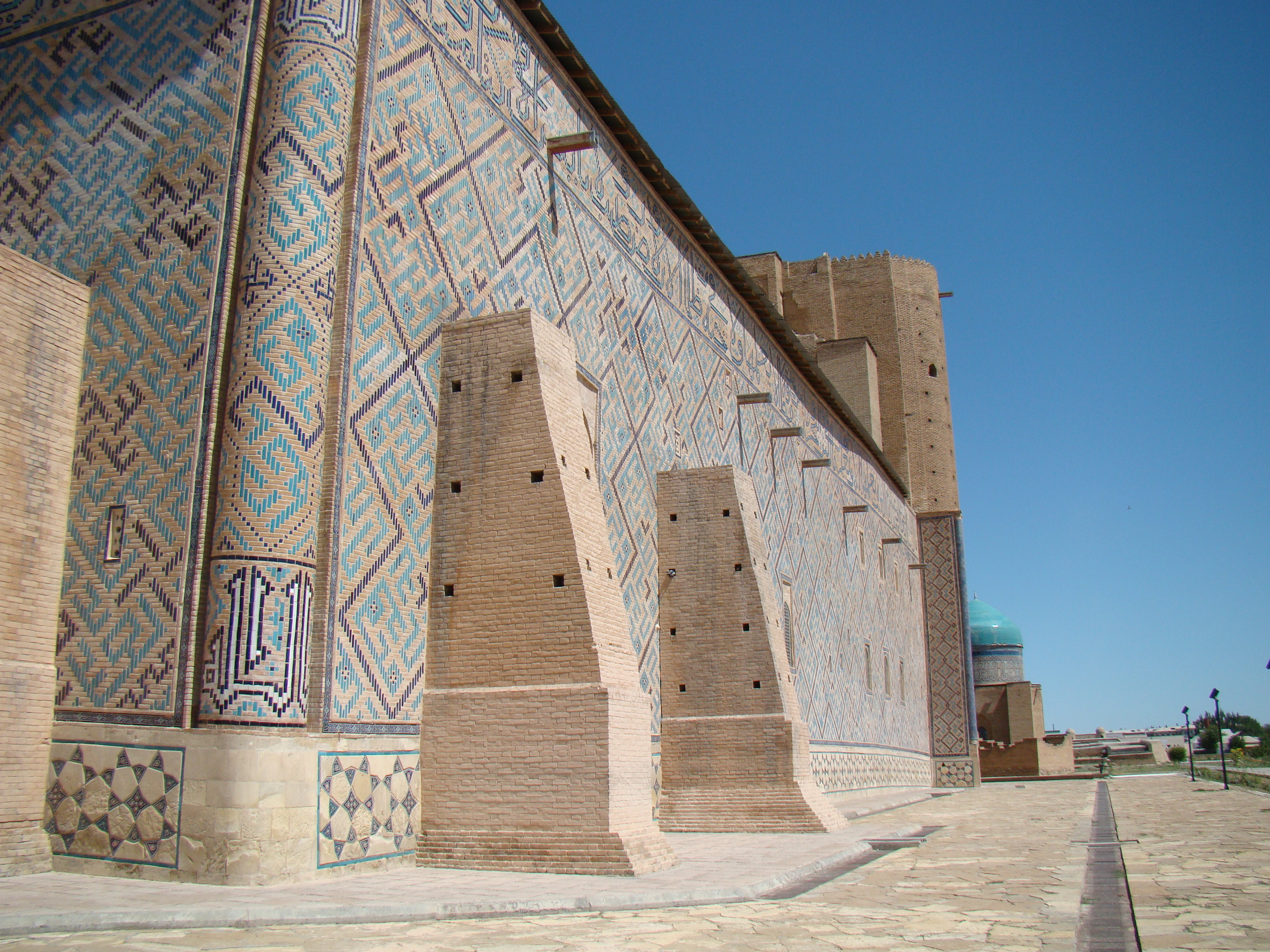
バンナイ（英語版）といわれるレンガ積みの工法により、カザフスタンのホージャ・アフマド・ヤサヴィー廟に彫られたクーフィー体によるムハンマドの名
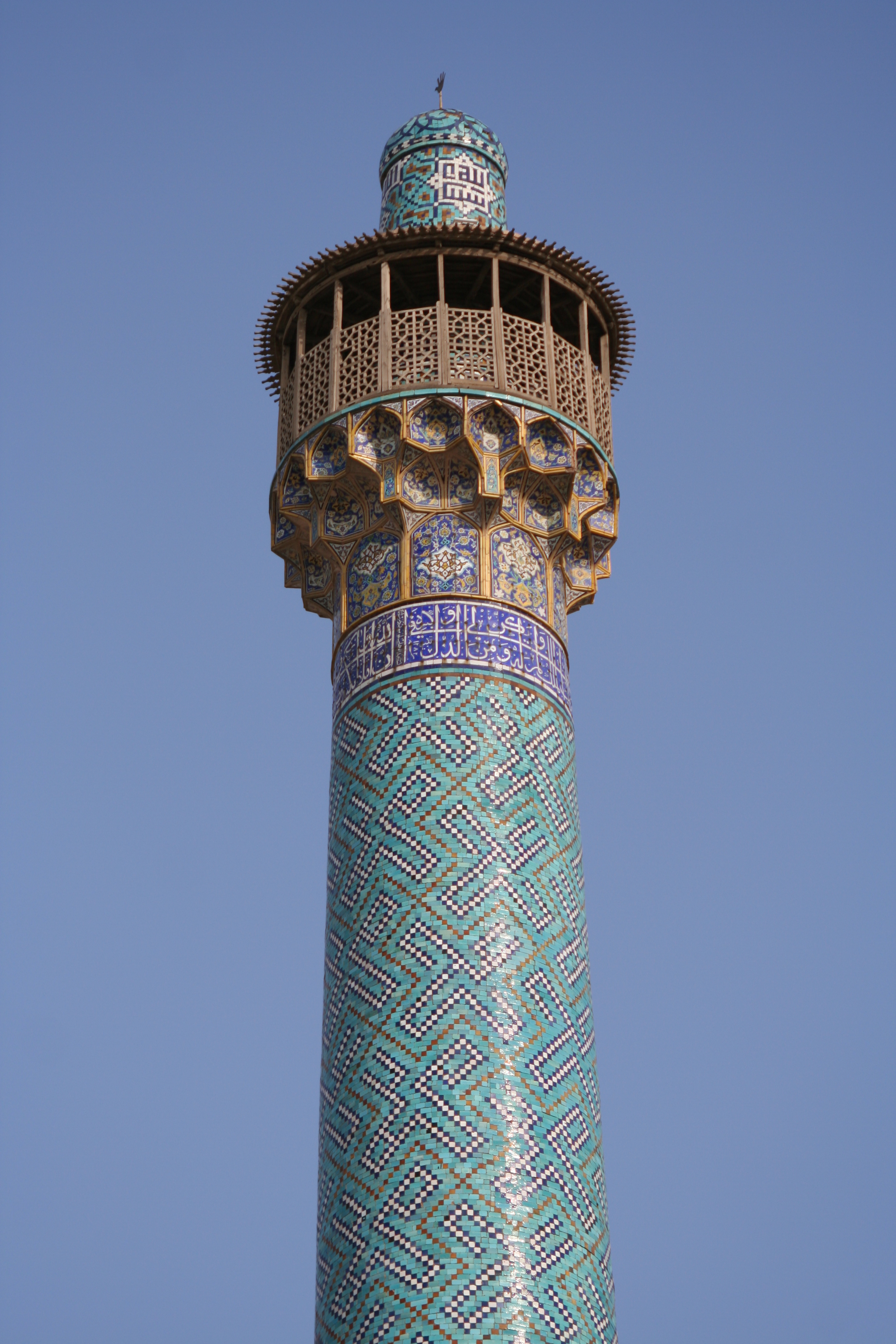
イスファハンの王のモスクにおけるバンナイ工法、正方形のクーフィー体でムハンマドとアリーの名を反復している

### 視覚的な形象表現

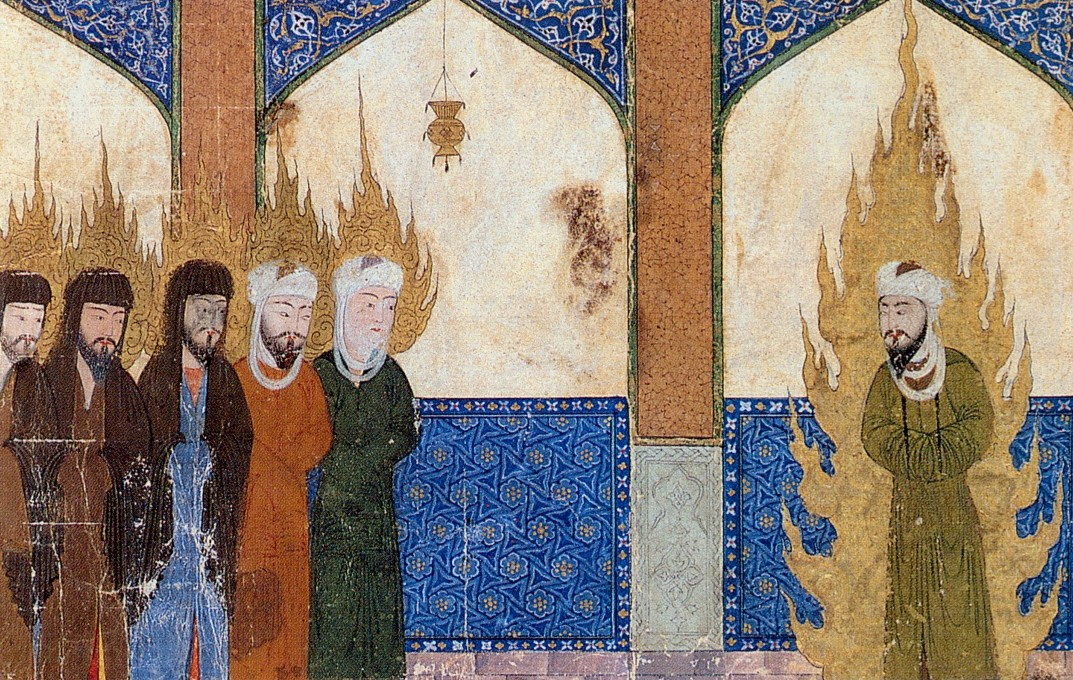
礼拝においてアブラハム、モーセ、イエスたちを従えるムハンマド（ペルシャのミニアチュール）

イスラムの歴史上、ムハンマドを具象的に描写した美術品はそもそも稀である。しかし、「13世紀から現代まで世界各地のイスラム世界で、装飾写本の挿絵の形がほとんどだが、ムハンマドの肖像として有名な作品」は存在する。ムハンマド描写の歴史は、ペルシアにおける写本挿絵であるミニアチュールの始まりまで遡る。ペルシア国家でつくられた装飾写本(『ヴァルカとグルシャー』 )には、ムスリムによる最初期のムハンマド画として有名な作品が2点存在する。
この写本はモンゴル帝国がアナトリアに侵入した1240年代頃（あるいはそれ以前）に製作された。その後モンゴルの軍勢は1250年代にペルシアとイラクにも攻め込み、図書館にあった無数の蔵書を破壊した。その後の研究では、現存する初期の作品は量こそ残っていないものの、総じてイスラム圏においては人を造形的に描くことに関して連綿と続く伝統を持つことが指摘されている。8世紀頃の、イベリア半島から中東までを支配したアッバース朝の時代にそうした芸術が最盛期を迎えたといわれる。
クリスティアーヌ・グルーバーは、13世紀から15世紀にかけての真実主義的な顔をふくめて全身を描いた図像から、16世紀から19世紀にかけてのより「抽象的な」表現のされかたへの推移を分析している。後者は特別な形式のカリグラフィーによってムハンマドを表象することも含まれるが、旧来の描写もまた並存していた。その中間ともいえるタイプが初めてみつかるのは1400年頃からである。それはムハンマドの顔の部分が空白になっている「肖像彫刻」で、顔の代わりに「おお、ムハンマドよ」のような句が書かれているものである。おそらくは、スーフィズムの思想の影響を受けている。この銘刻のうえに顔やヴェールが描かれ、下書きのようになる場合もある。これは敬虔な画家が自分だけが見るものとして製作したからであるが、鑑賞されることを前提にしていた例もみつかる。グルーバーによれば、こうした作品は後にイコノクラスムによってかなりの数が破壊され、ムハンマドの表情は削り落されるか上塗りされた。これはムスリムによる真実主義的な図像への許容範囲が変化したことを意味している。
ムハンマドを描いた、現存するペルシアの写本の大部分は、この地がモンゴル人の支配下に置かれたイルハン朝時代以降のものであり、1299年のマルズバーン・ナーメもそれに含まれる。イルハン朝時代の1307-8年の写本（写本番号 MS Arab 161）は、ビールーニーの『古代民族年代記』（Āthār al-Bāqīya）に25点の挿絵がついているものであり、そのうち5点がムハンマドを描いている。さらにその巻末におさめられた2点は、写本挿絵の中でも最も大きく完成度も高く、シーア派の教義に基づいてムハンマドとアリーの関係性を強調しているものだ。クリスティアーヌ・グルーバーは、14世紀はじめのミウラージュの書の挿絵（写本番号 MS H 2154）のように、それ以外の作品はスンニ派の宣伝のような図像になっているというが、他の歴史学者は同じ挿絵をそっくりシーア派の王朝であるジャイラル朝の時代に帰属させている。
ムスリムによるムハンマド画は、ティムール朝とサファヴィー朝のペルシャ語写本にもみられるほか、14世紀から17世紀にかけてのオスマン・トルコ時代のイスラム美術、あるいはそれ以降にもみつかる。ムハンマドの生涯の各場面を挿絵として描いたものとして、おそらく最も充実しているのが、14世紀の『預言者伝』の1595年に完成した写本である。これはオスマン帝国のムラト3世が自分の息子である後のメフメト3世のために作らせたもので、800点を超える写本がおさめられている。

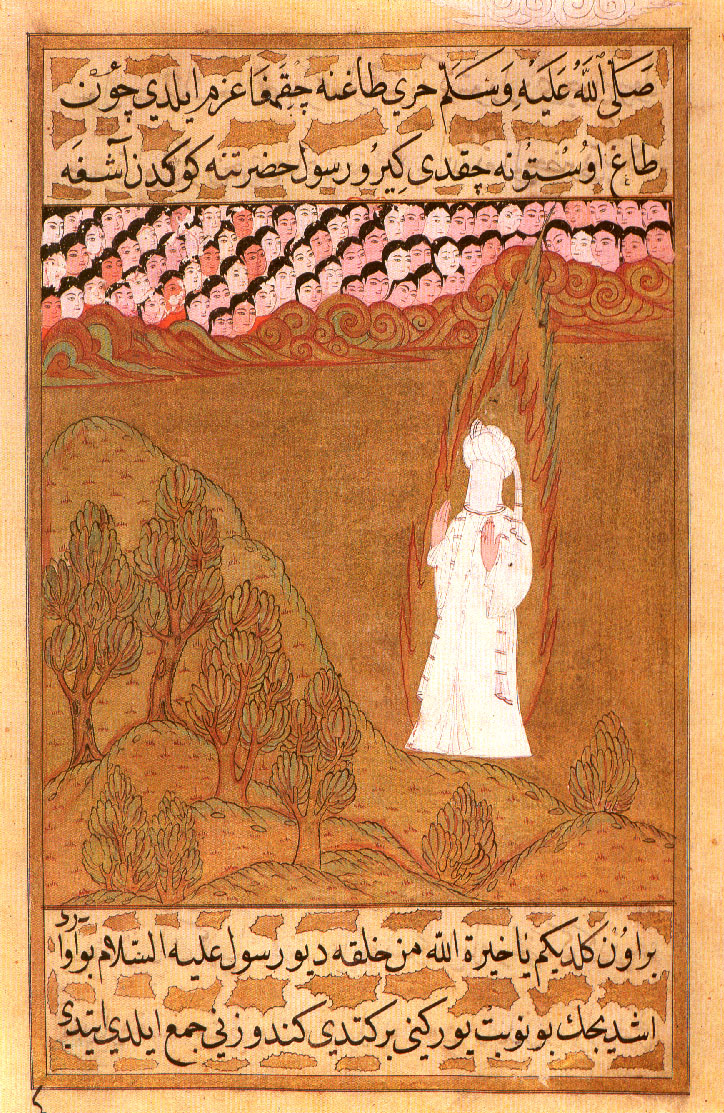
ヒラー山のムハンマド、顔はヴェールで覆われ、光背をまとう（『預言者伝』の16世紀のオスマントルコによる写本挿絵）

ムハンマドを描いたものとしておそらく最もよく語られるのは、ミウラージュの場面だろう。グルーバーによれば「15世紀はじめにペルシア語とトルコ語による物語であり叙事詩であった頃から、20世紀まで、ミウラージュを描いた1枚ものの絵は無数に存在する」。これらのムハンマド画は、ラジャブ月の27日をミウラージュの記念日として祝うときにも用いられるものでもある。「道徳を尊び、人をひきつける預言者の昇天の物語を口承で伝えることは、聞き手に彼を称える感情を生むことを目的としているように思われる」（グルーバー）。このような習慣は18世紀および19世紀の文献においてよく見付かるが、それよりはるか昔の写本でも同じような機能を果たしていたことが認められる。この時代には、これ以外にも誕生から死、天国など様々な場面のムハンマドが描かれている。

#### 光背
最初期のムハンマド画には光背が必ずあるわけではないが、ある場合はキリスト教美術の様式にもみられるような丸い形だった。その後、仏教あるいは中国的な様式である炎のように伸びた光背、後光がより一般的になっていった。光背あるいは炎は頭のまわりに描かれるだけでなく、体全体を覆っている場合がほとんどであり、光だけが描かれて身体そのものはみえない挿絵もある。このように光に包むことで真実主義による表象から生じる問題を避けるとともに、ムハンマドの人ととなりは文章で伝えられる。身体が描かれているときは、顔はベールで被われていることもある。こういった描き方は、ペルシアのサファヴィー朝の勃興のときから始まっており、崇拝と畏敬の念を表わすために行われている。ムハンマドだけでなくその妻や他のイスラムの預言者も、絵の中に登場するときは同じように描かれている。
イスラム美術の初期の研究者であるトーマス・W・アーノルドは、かつて次のように述べていた。「イスラム教徒は、仏教やキリスト教がそうであったように信仰に付随するものとしての絵画をけっしてよろこばなかった。モスクで宗教画が飾られることはないし、異教の教えを説明したり信心を深めるための写実的な美術品もない」。イスラム教とキリスト教を比較して、「したがって、イスラム美術には宗教画の伝統などない。どのような様式の描写であっても美術史的な発展を遂げたことはなく、宗教的なテーマに関する画家ごとの流派もなかった。キリスト教の教会における権威に相当するような宗教思想の指導者に関する手引きなどもってのほかである」。

ムハンマドの肖像は、今日でも議論の分かれる問題であり、中東ではそれを許容しない国が多い。例えば、1963年にはメッカへ巡礼したトルコ人の描いた記事がパキスタンでは発禁となった。なぜならヴェールのないムハンマドを描いたミニアチュールの画像を含んでいたからである。

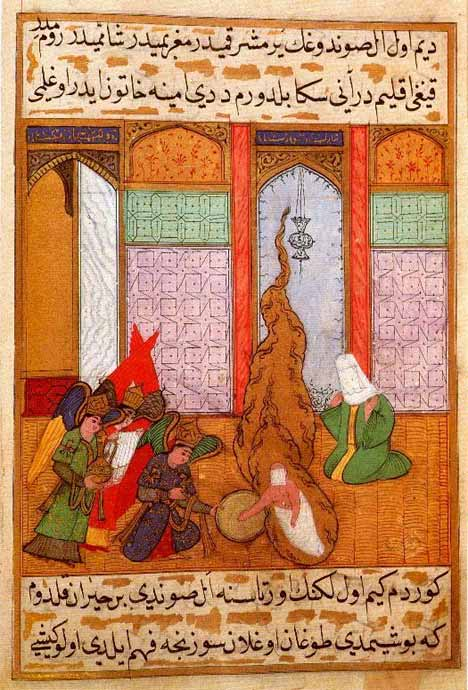
おそらくナッカシュ・オスマン（英語版）による、1595年に完成したオスマントルコ語写本の預言者伝（英語版）より、ムハンマドの誕生
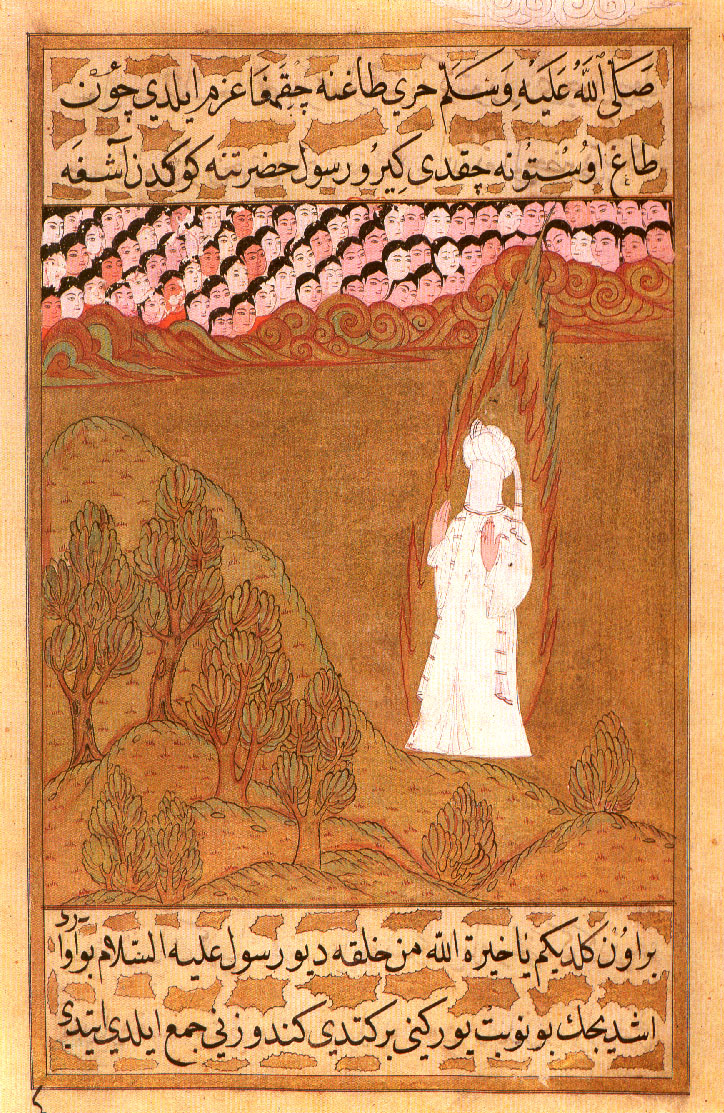
ヒラー山のムハンマド
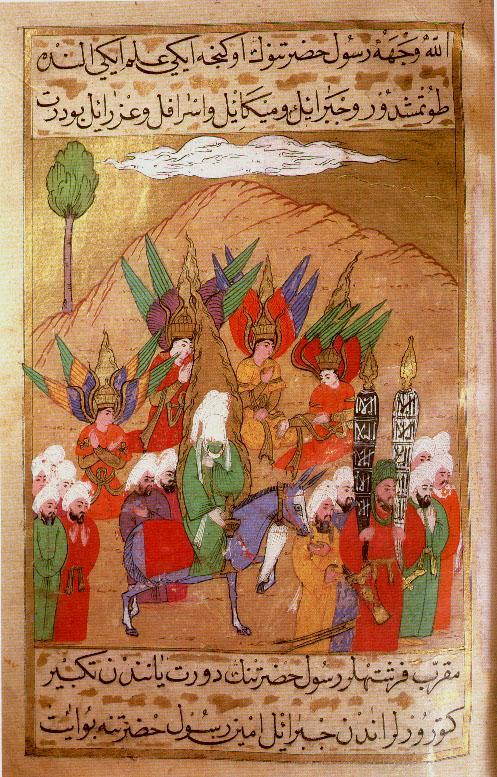
メッカに向かうムハンマドと、天使ジブライール、イスラーフィール、アズライール
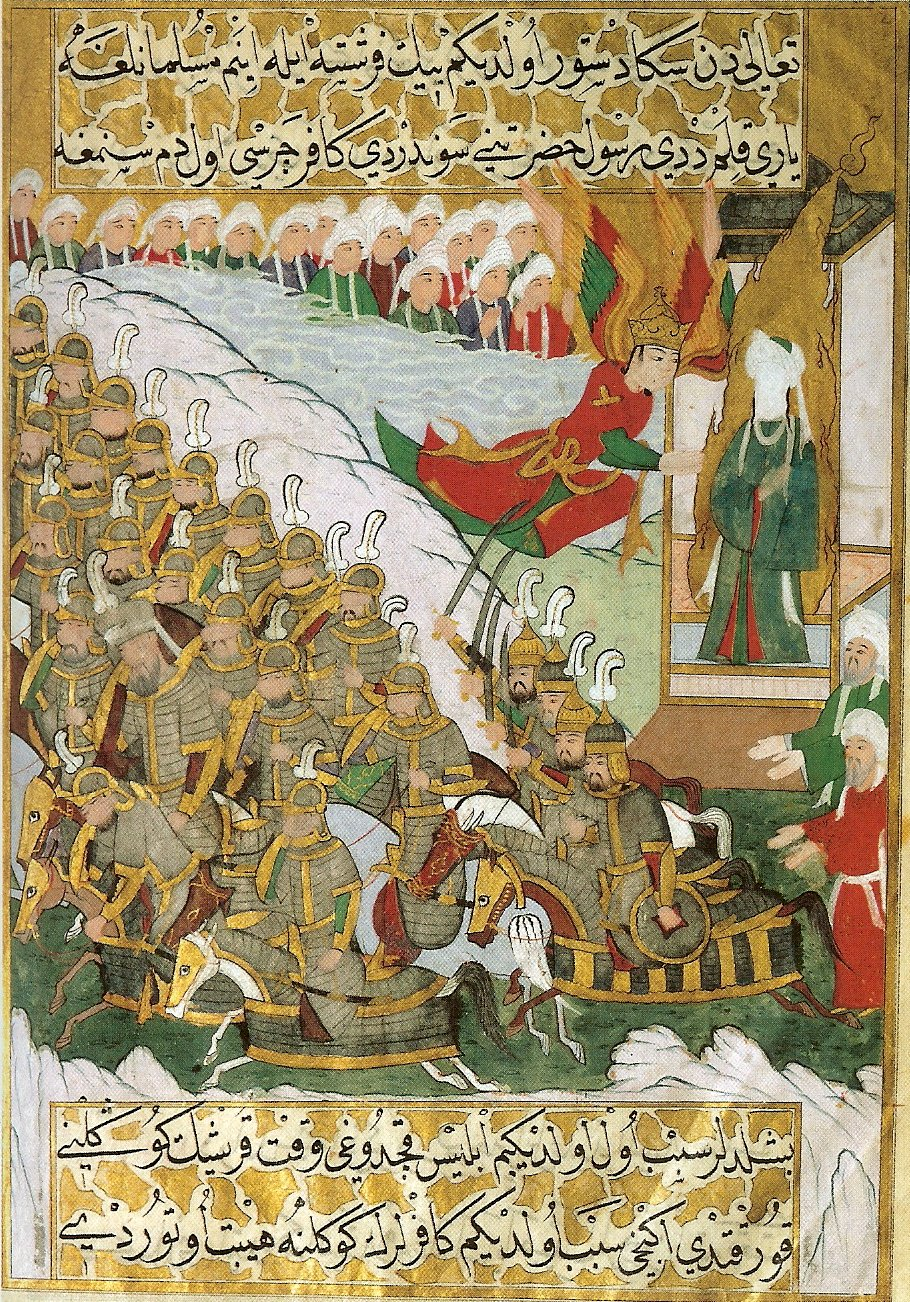
バドルの戦いに臨むムハンマド
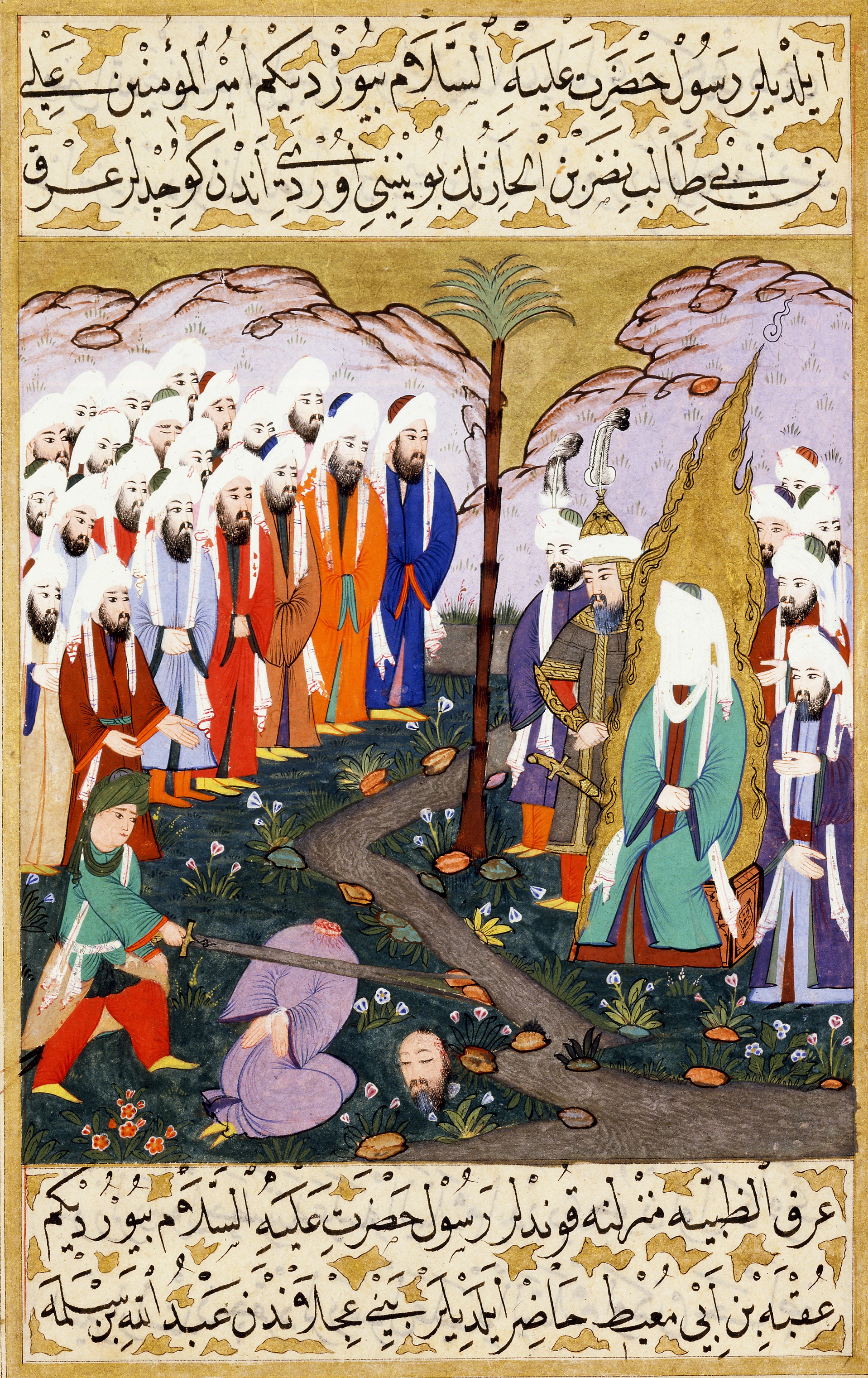
ムハンマドとその仲間の前でナディール・イブン・ハーリス（英語版）の首をはねるアリー
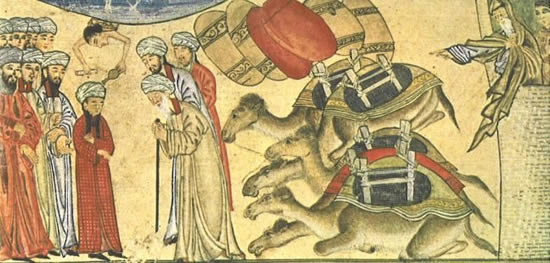
ラシードゥッディーンが編纂した『集史』より、ムハンマドとバヒラの邂逅（エジンバラ大学図書館所蔵の写本、1315年頃のムザッファル朝時代のタブリーズで描かれた挿絵）
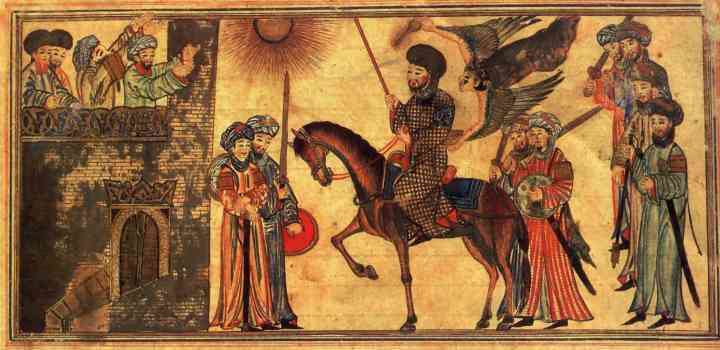
『集史』よりナディール族（英語版）の降伏を受け入れる（乗馬姿の）ムハンマド
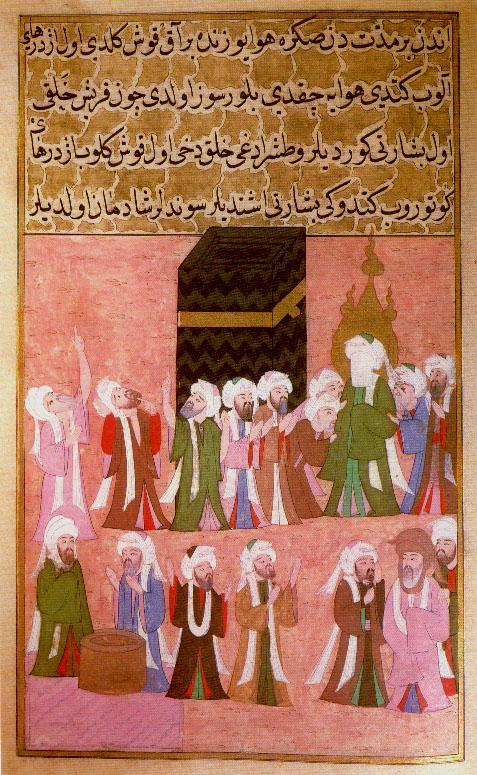
カアバで異教の偶像を破壊するムハンマド
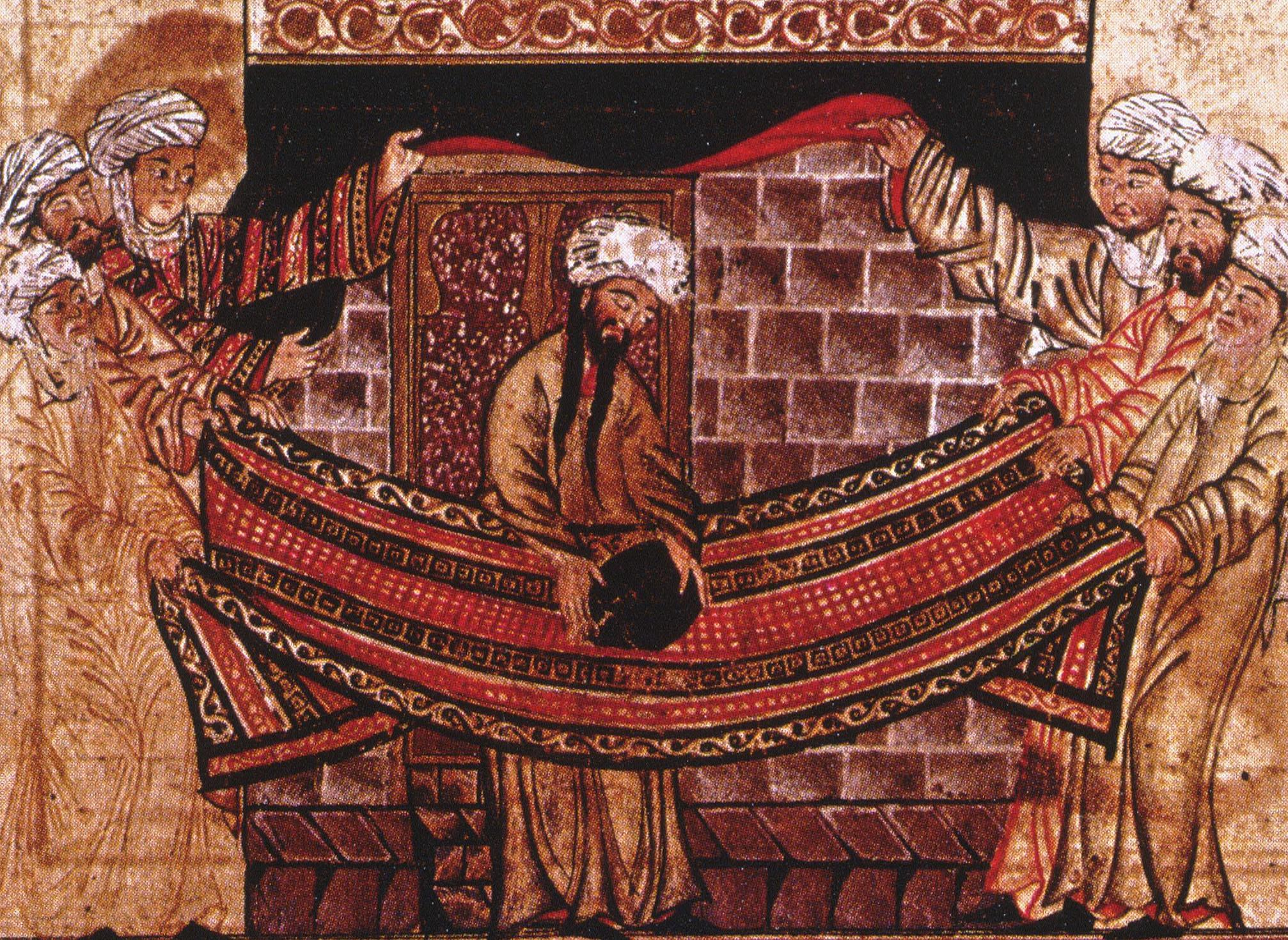
カアバに黒石を奉納するムハンマドのミニアチュール画（『集史』より、1315年頃）
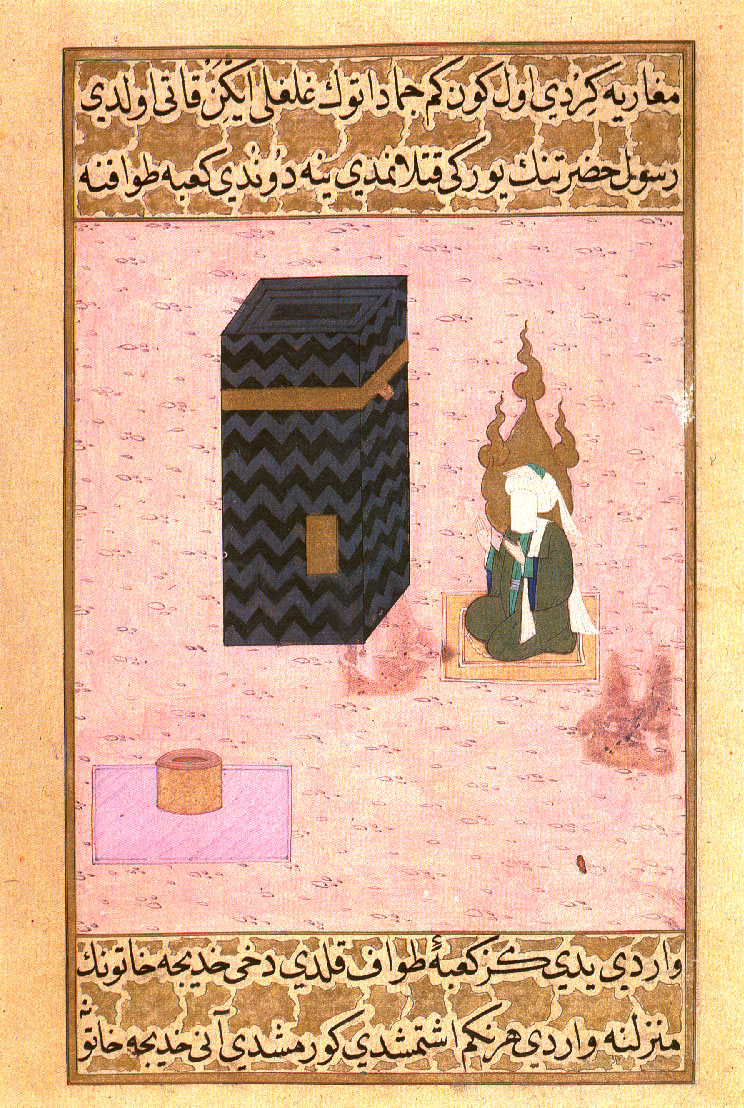
『預言者伝』より「カアバのムハンマド」。ムハンマドの顔はヴェールで覆われている
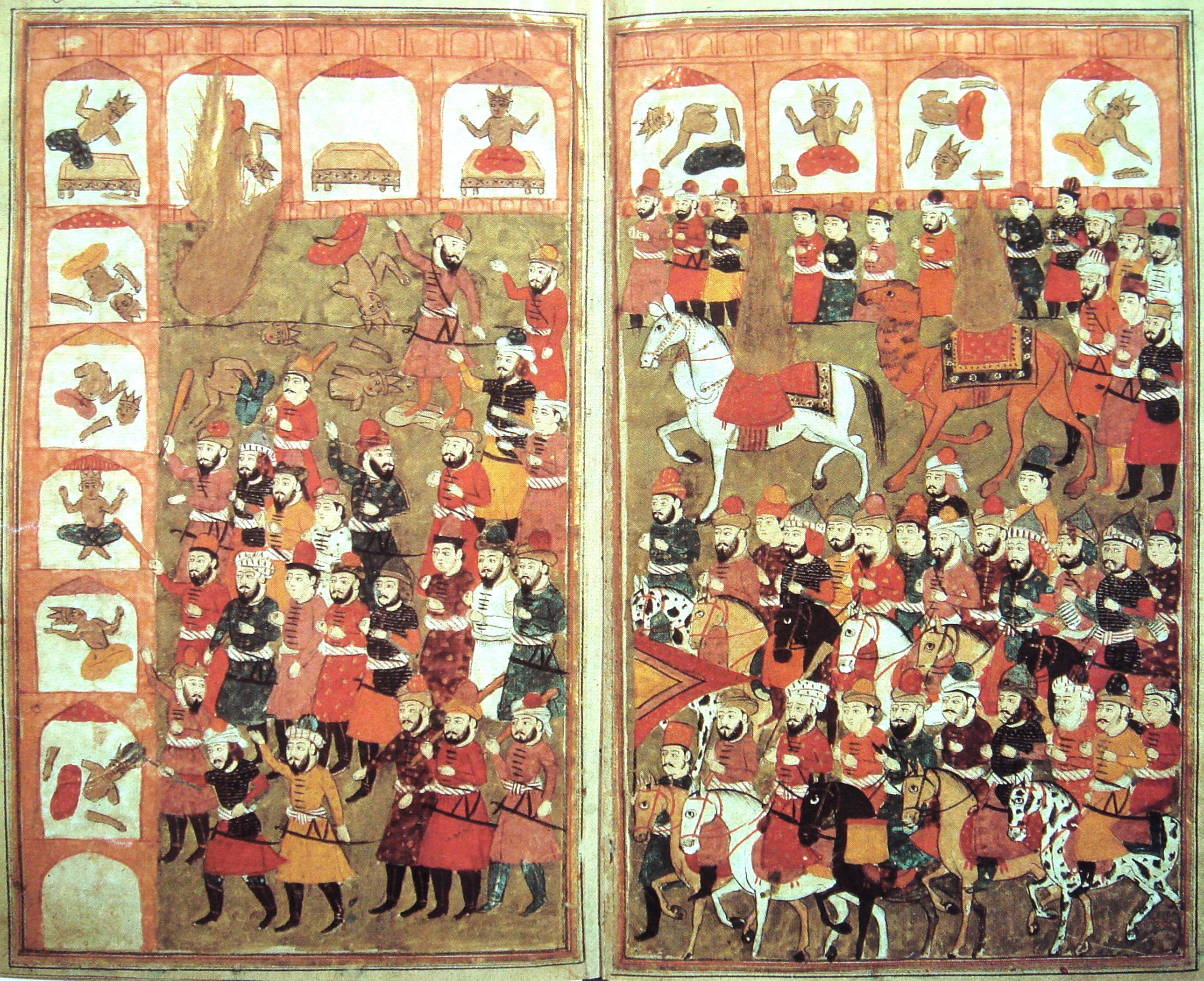
The destruction of idols at the Kaaba. Muhammad (top left and mounted at right)[要出典] is represented as a flaming aureole. From Hamla-i haydarî ("Haydar's Battle"), Kashmir, 1808.
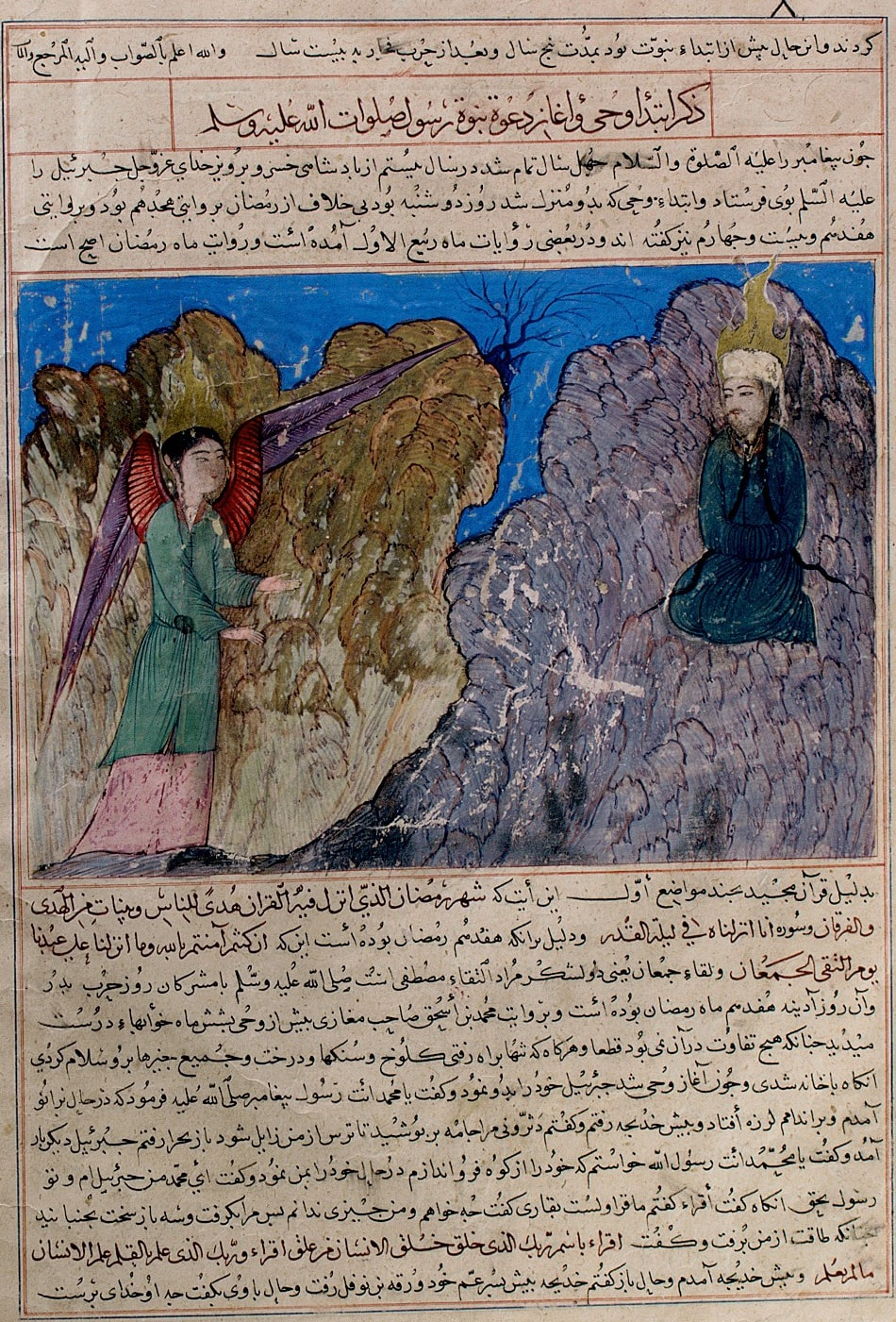
Muhammad's Call to Prophecy and the First Revelation; in the Majmac al-tawarikh (Compendium of Histories), c. 1425; Timurid, Herat, Afghanistan
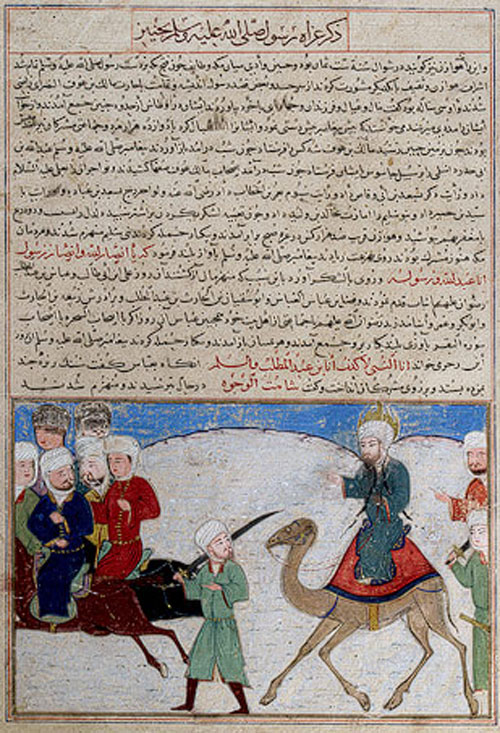
Journey of the Prophet Muhammad in the Majmac al-tawarikh (Compendium of Histories), c. 1425; Timurid. Herat, Afghanistan.
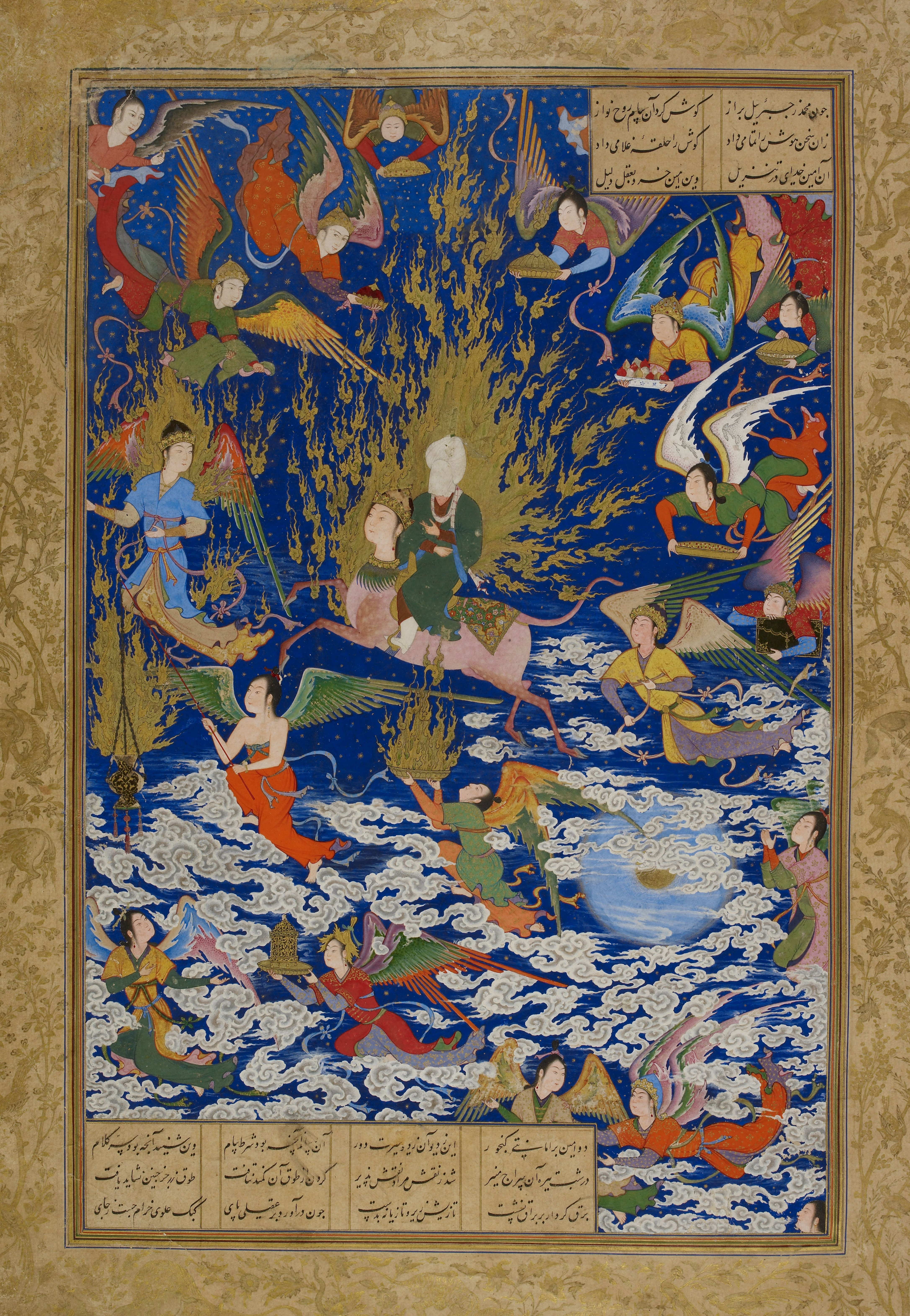
Miraj image from 1539–43, reflecting the new, Safavid convention of depicting Muhammad veiled.
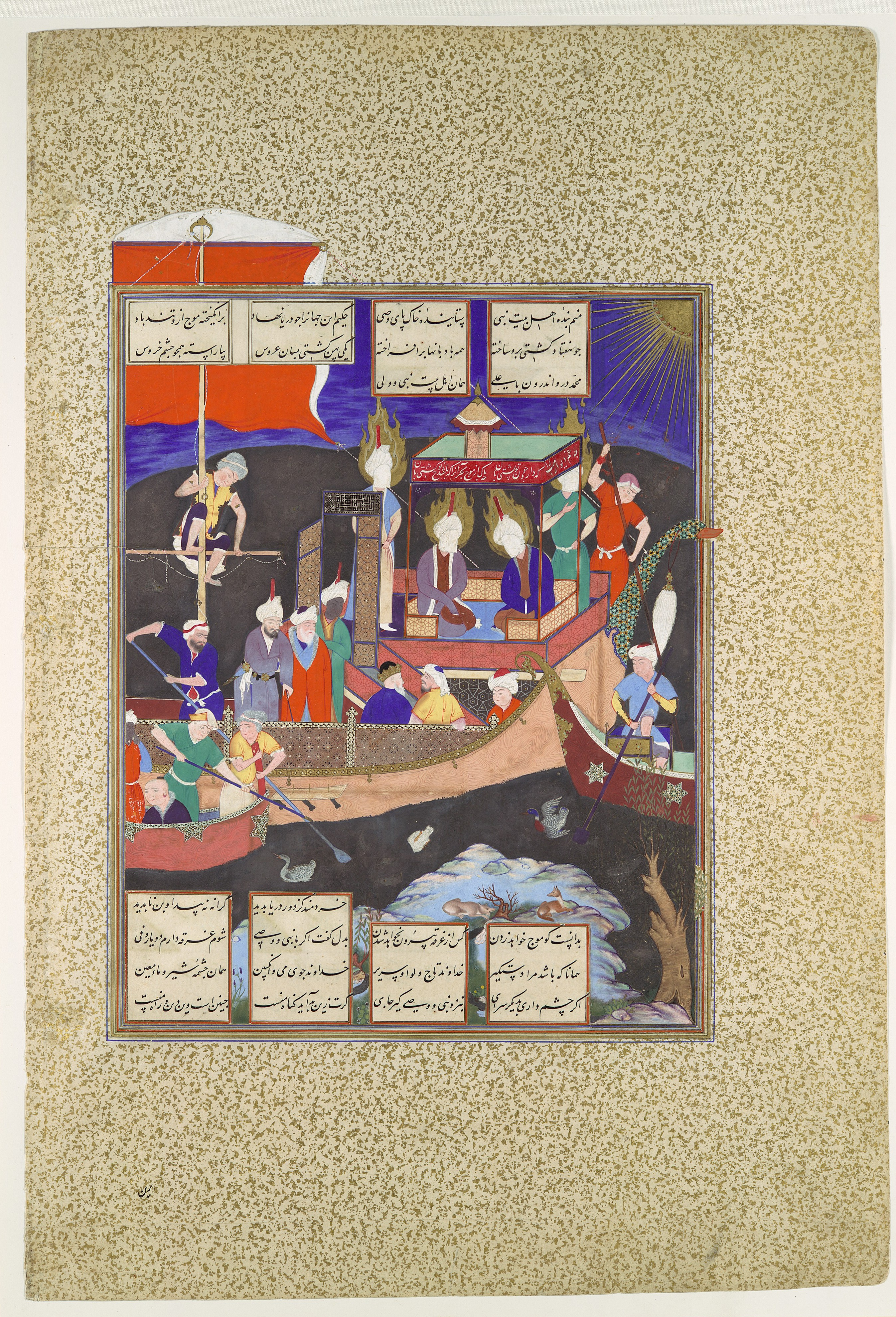
An image from the Houghton Shahnameh (Metropolitan Museum of Art).
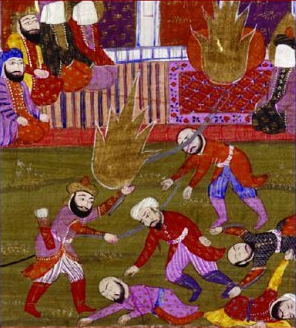
Detail showing Muhammad, Ali, and the companions at the Massacre of the Prisoners of the Jewish Tribe of Beni Qurayzah, 19th-century text by Muhammad Rafi Bazil.  Both Muhammad (upper right) and Ali (center) are depicted as columns of flame rather than illustrated directly.
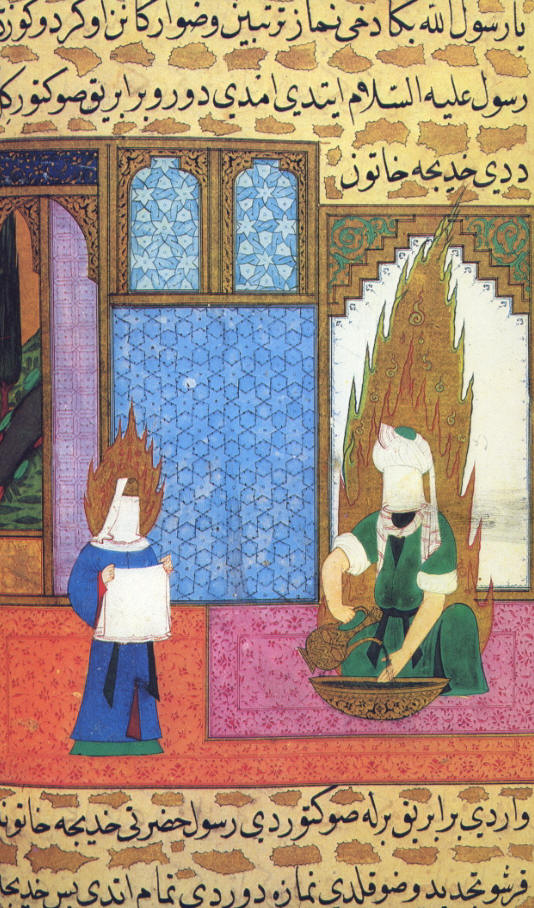
Muhammad and Khadija performing the first wudu, as illustrated in the Siyer-i Nebi
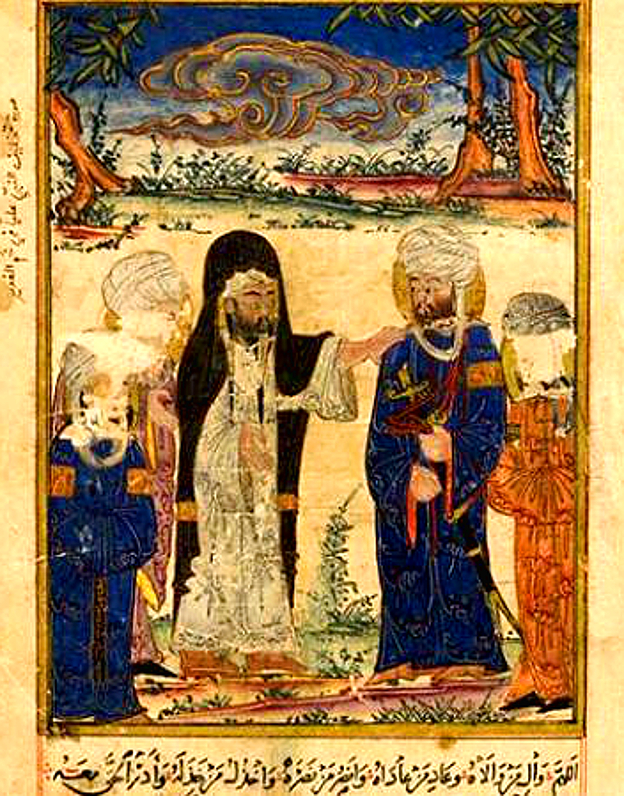
The Investiture of Ali at Ghadir Khumm, MS Arab 161, fol. 162r, AD 1309/8 Ilkhanid manuscript illustration.
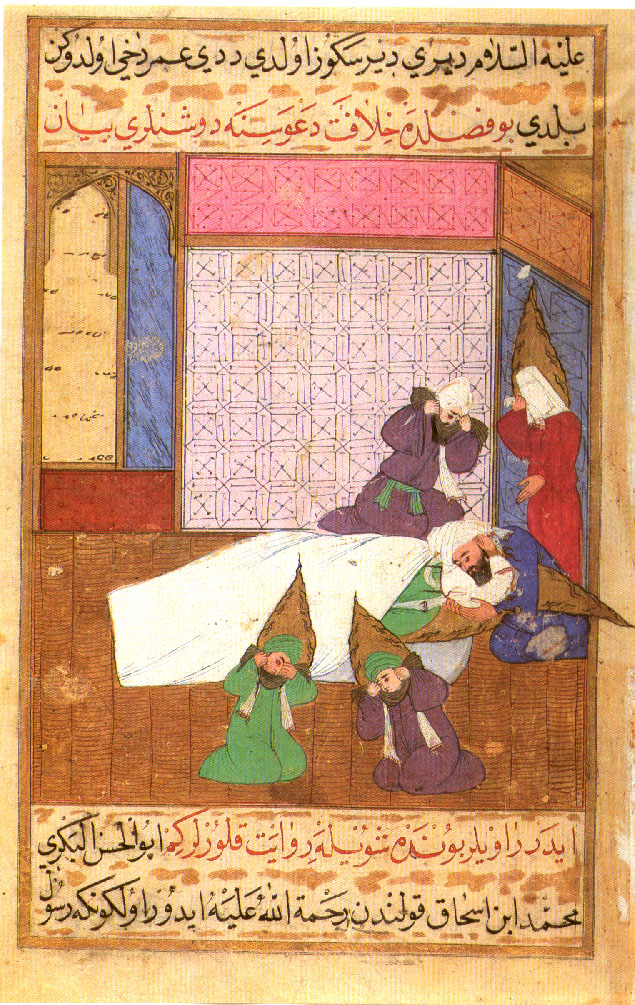
Death of Muhammad
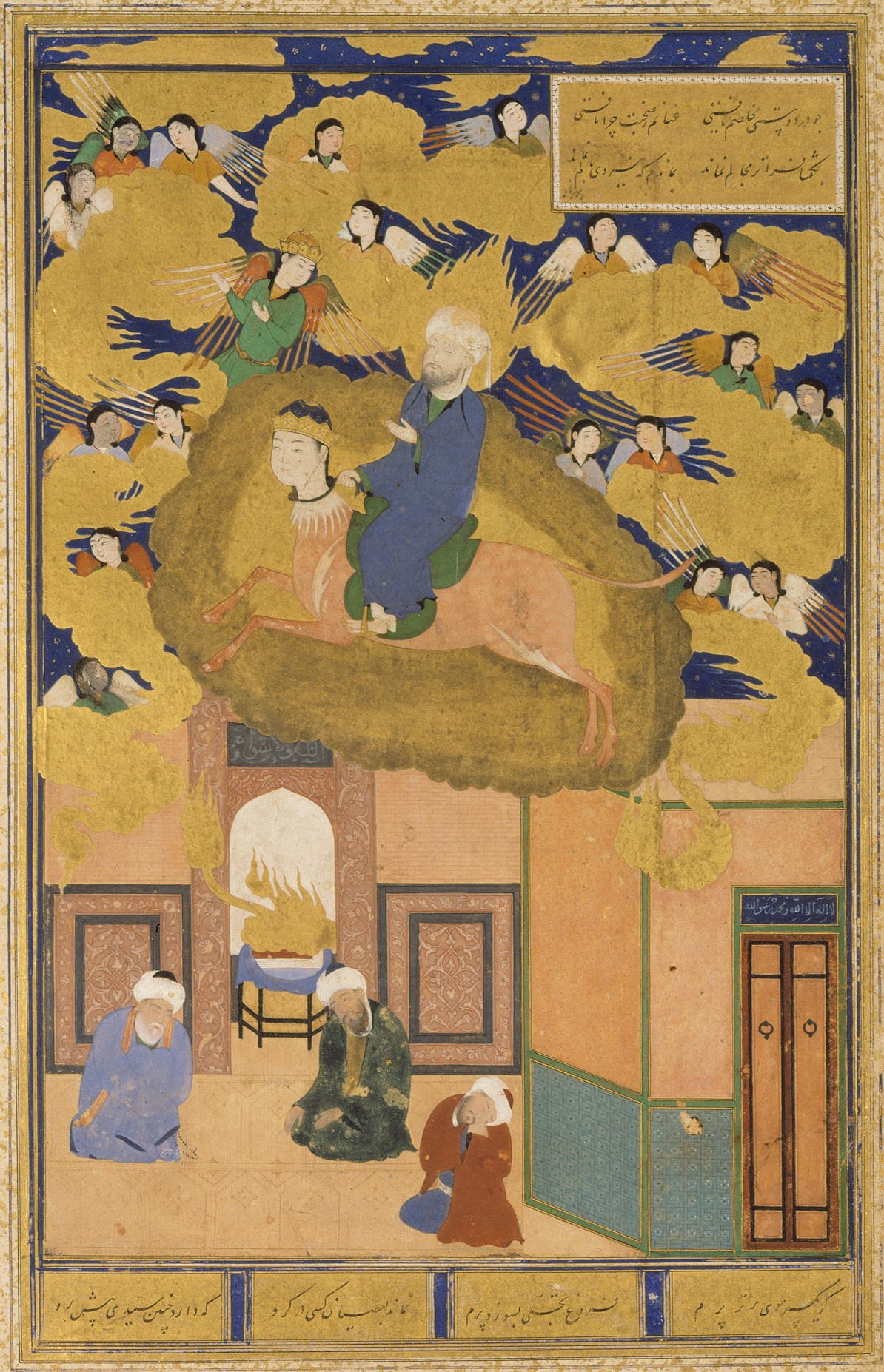
Muhammad's ascent into the Heavens, a journey known as the Mi'raj, as depicted in a copy of the Bostan of Saadi.
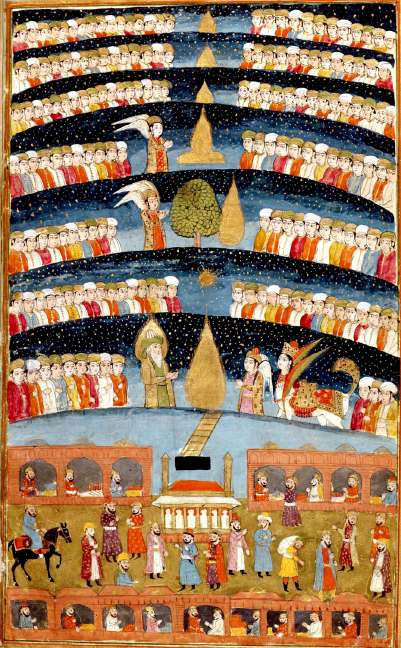
"Mohammed's Paradise", Persian miniature from The History of Mohammed, BnF, Paris.

### 現代イラン
ムハンマドの視覚的表象が禁じられているにも関わらず、イランではムハンマドの図像をみかけることは珍しくない。イランのシーア派たちはスンニ派の慣習的信仰からみればだいぶ寛容といえる。今日のイランでは、視覚的な描写はほぼ容認されており、現代的なポスターやポストカードによるムハンマドの表象が行われている。
1990年代の後半から、イスラム世界におけるイコノグラフィ（図像学）の研究者は、イランではターバンを巻いた少年としてムハンマドを描いた画像が紙に印刷されて流通していることに注目してきた。さまざまに異なる部分はあるものの、どれも成人前の若々しい顔つきで、「神の使徒、ムハンマド」と書かれていることからそれとわかる。あるいはより詳細にムハンマドの生涯における逸話に根ざした伝承が書かれていたり、その図像の由来への推察が載っている場合もある。イランにおけるこうしたポスターの一部は、キリスト教の僧バヒラと若きムハンマドのシリアでの邂逅を描いた場面に由来する。この図像をキリスト教に帰属させ、また時代的にもムハンマドが預言者になる前のことであるとすることで、この図像を手掛けたものはそれが非道徳的な行為だという非難に対する自己弁護を図っているのである。
ドイツ人のルドルフ・フランツ・レーネルトとエルンスト・ハインリッヒ・ランドロックが1905年から1906年に撮影したチュニジア人の青年の写真がモチーフであり、1921年までにポストカードとして鮮明な画像が印刷されて流通した。イランではこの画像は、ある種の珍品としてよく知られている。
テヘランでは2008年に、天馬ブラークにまたがるムハンマド（顔はヴェールで覆われている）の壁画が公道の交差点に設置された。ムスリムが大半の国でこの種の壁画がみられるのはここだけである。

### 映画
ムハンマドの登場する映画はきわめて少ない。ザ・メッセージ（1976年の映画）はムハンマドの生涯を描きつつ、彼やその家族のほとんどを直接は作品に登場させていない。2004年のアニメ映画『ムハンマド、最後の預言者』は、若き日のムハンマドを描いた敬虔な作品である。この映画にも彼は直接登場せず、それが必要な場面ではカメラが彼の視点と同化する。イランのマジッド・マジディが監督した『ムハンマド』は2015年に発表された映画である。
スンニ派のムスリムはムハンマドを映画のなかで描くことを明確に禁じておりこれまでに例外はない。一方で現代のシーア派の法学者はより寛容な態度をとっており、そこに敬意があるのであれば、テレビや映画でさえムハンマドを描くことは許容できるという立場である。

## 非ムスリムによる描写
西欧におけるムハンマドの表象はかつてはほとんどなかったが、印刷機が発明されると、爆発的にその肖像画が普及するようになった。中世の西アジアにおける挿絵のように描かれることは少なく、たいていは預言者に対する敬意を欠いており、ダンテの神曲で短く言及されている箇所に影響を受けているものがほとんどだった。西欧では、ムハンマドは世界史において影響力もった人物の1人として描かれることもある。そいういった場合は、肯定的であったり中立的な描かれ方をする傾向にある。1935年に建てられたワシントンD.C.のアメリカ合衆国最高裁判所ビルの彫刻がその一例である。この建物のフリーズには歴史に名だたる立法者たちが描かれており、ハムラビ、モーセ、孔子にならんでムハンマドの姿も彫刻されていた。1997年にこのフリーズをめぐって議論が起こったことから、それ以来観光客向けの媒体には、この彫刻について「彫刻家がムハンマドを称えようとした善意による作品」であり「ムハンマドとはまったく似ていません」と書かれるようになった。
1955年には、ニューヨーク市の裁判所にあったムハンマドの彫刻がインドネシア、パキスタン、エジプトの大使からの要請を受けて撤去された。きわめて稀なことではあるが、ムハンマドを記念碑として表象することは、ムスリムにとってはとくに侮辱的に受け取られやすい。この形式の作品は、古典的な意味での偶像であり、イスラム教において根本的に禁じられた偶像崇拝にあたりかねないためである。イスラム美術においてはどんなテーマであっても大型の彫刻はほぼ常に忌避されるが、特に独立して立つ大きさのものは避けられる。いくつかの動物の彫刻が知られているだけで、アルハンブラ宮殿にあるライオンの中庭のように頭に噴水を抱いているものがほとんどである。おそらくピサのグリフィンが最も大型の彫刻にあたる。
1997年、アメリカにおけるムスリムの権利擁護団体であるアメリカ・イスラム関係評議会は、アメリカ合衆国最高裁判所長官のウィリアム・レンキストに最高裁判所ビルのフリーズ北面にあるムハンマドの彫刻を撤去するか削り取ることを要請した。裁判所はこの要請を却下した。
ムハンマドを本の挿絵として描いた例は無数にある。
神曲の地獄篇では、地獄におとされたムハンマドが身体を割かれ、腸をさらけだした姿が描かれている（第28歌）。
たがのはずれた酒樽にしても、

私が見た男ほど真二つに割れてはいなかった。
彼は頤から屁をひるところまで裂けているのだ。
脚の間には大腸がぶらさがり
呑みこんだ食べ物を。糞にする
不潔な〔胃〕袋やはらわたも見えた。
私が夢中になって見ていると、
彼も私を見返し、両の手で胸の傷口を開いて、叫んだ、
「さあ、俺が俺の体をどう引き裂くか見ておけ！
めった切りされたマホメットがどのようなざまか見ておけ！
俺の前を泣きながら行くのはアリーだ。
頤から額の髪の生え際まで顔を真二つに割られている。
この場面は、かつては神曲の挿絵においてたびたび描かれていた。ボローニャのサン・ペトロニオ聖堂にある、15世紀のジョバンニ・ダ・モデナによる最後の審判のフレスコ画でも、このダンテの詩をふまえてムハンマドが描かれている。そのほかにも、サルヴァドール・ダリ、オーギュスト・ロダン、ウィリアム・ブレイク、ギュスターブ・ドレなどもムハンマドを描いている。

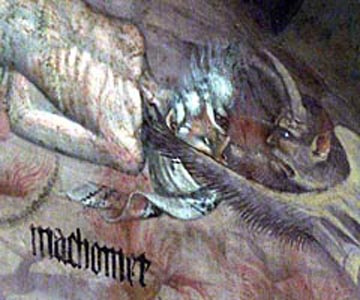
Early Renaissance fresco illustrating Dante's Inferno. Muhammad is depicted being dragged down to Hell.
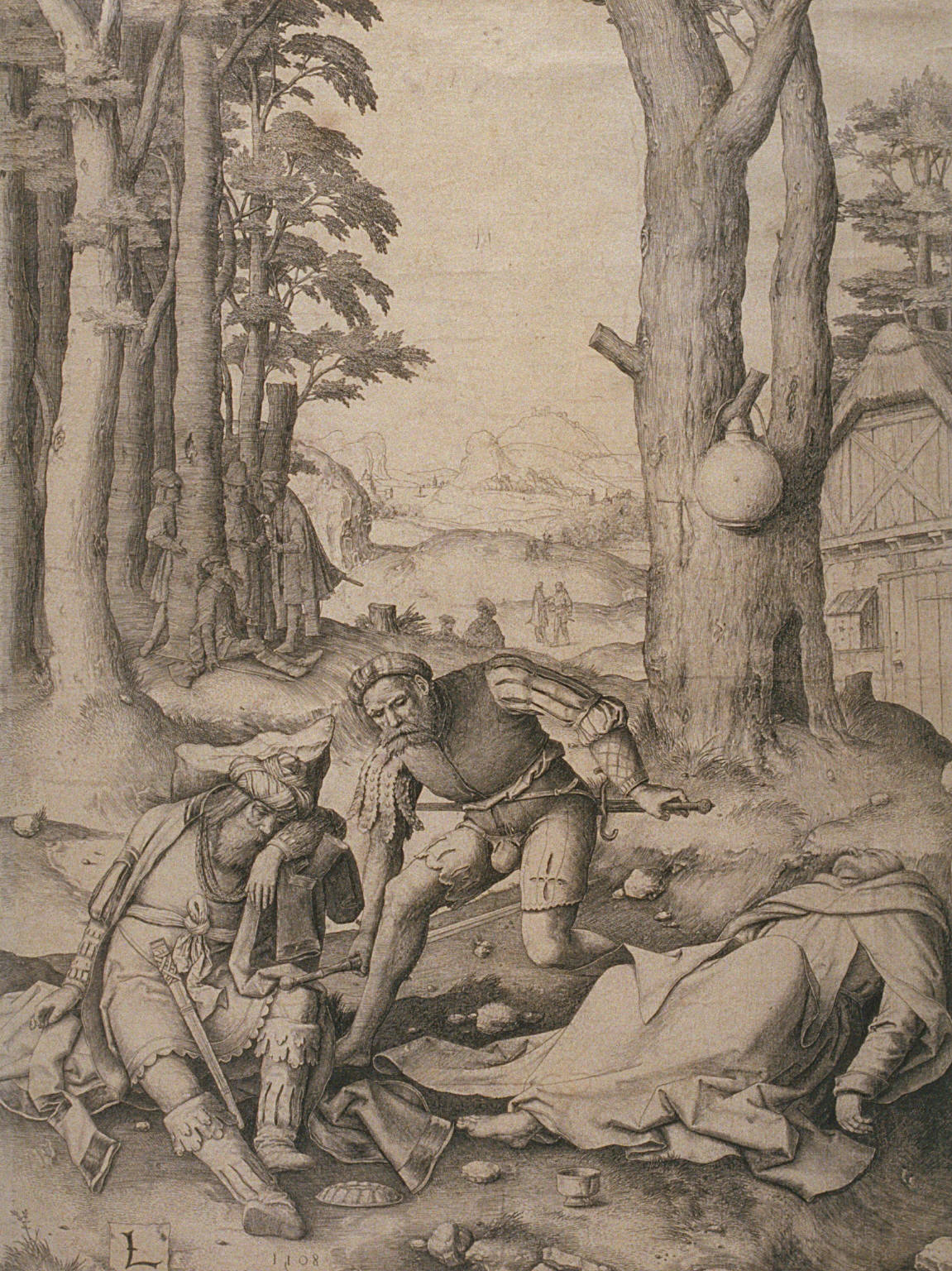
Muhammed and the Monk Sergius (Bahira). This 1508 engraving by the Dutch artist Lucas van Leyden shows a legend that circulated in Europe.
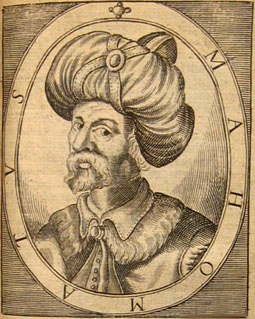
Portrait of Muhammad as a generic "Easterner", from the PANSEBEIA, or A View of all Religions in the World by Alexander Ross (1683).
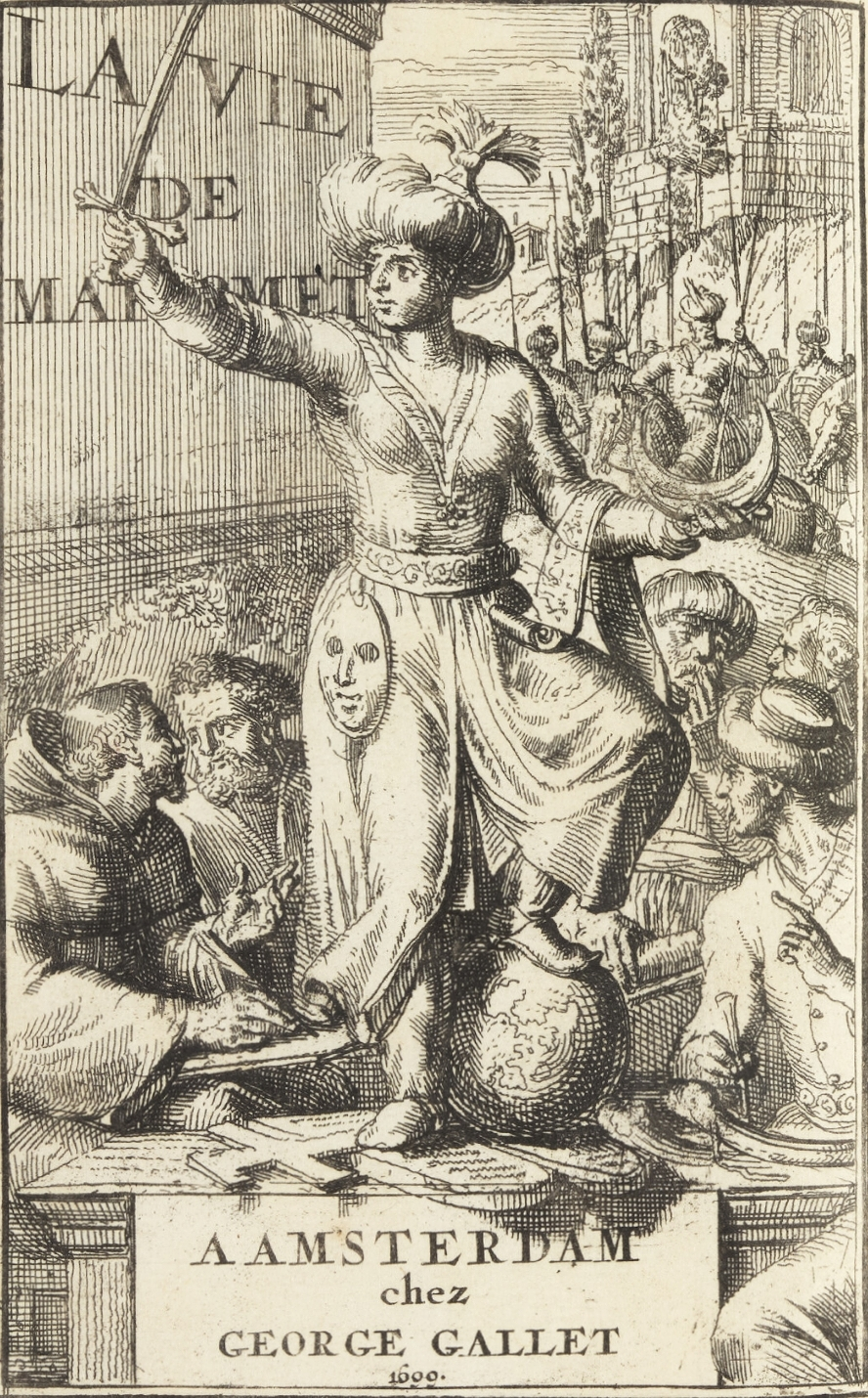
This illustration is taken from La vie de Mahomet, by M. Prideaux, published in 1699. It shows Muhammad holding a sword and a crescent while trampling on a globe, a cross, and the Ten Commandments.
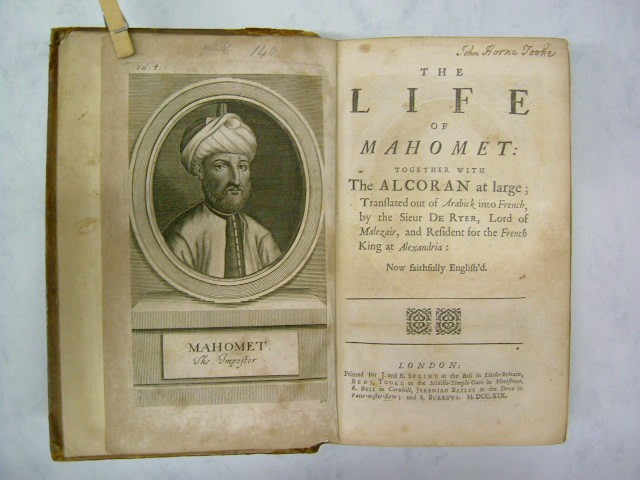
An engraving of Muhammad in The Life of Mahomet (1719).
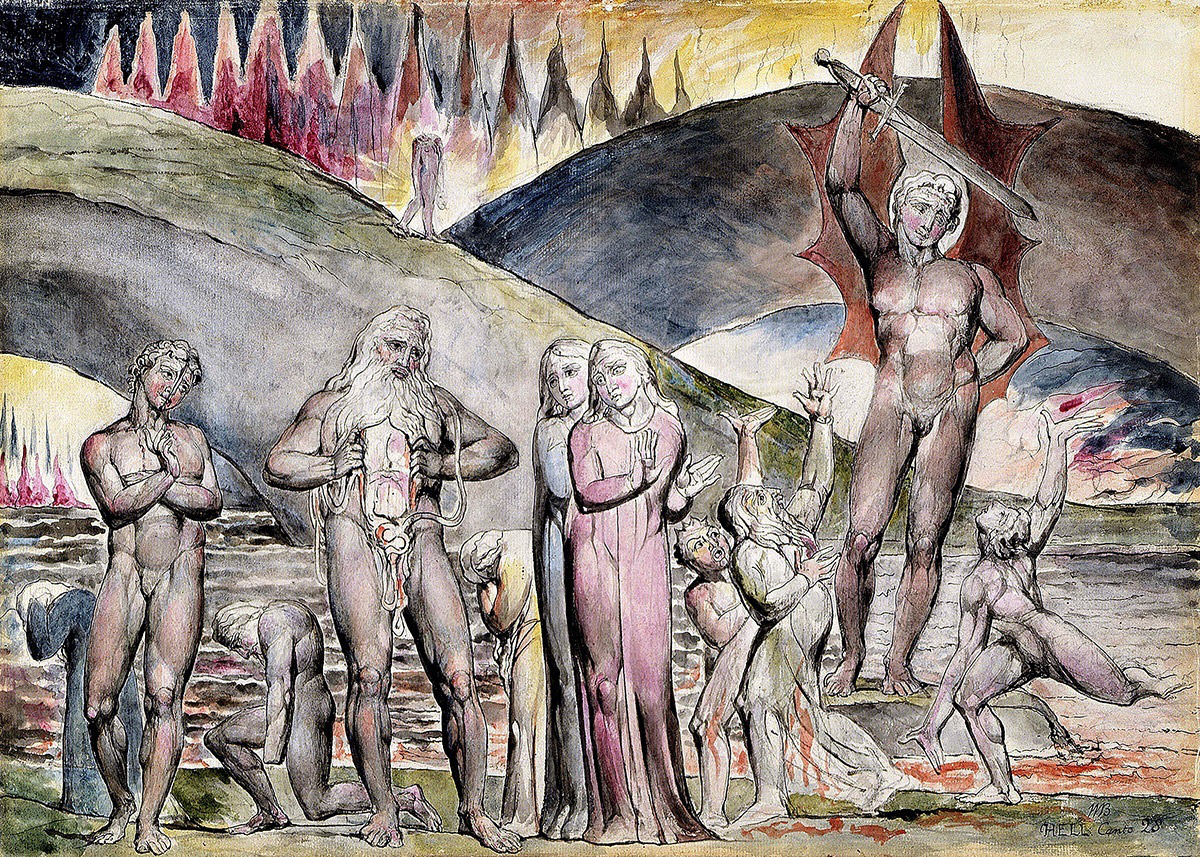
William Blake, Muhammad pulling his chest open in an illustration to Dante's Inferno (1827).
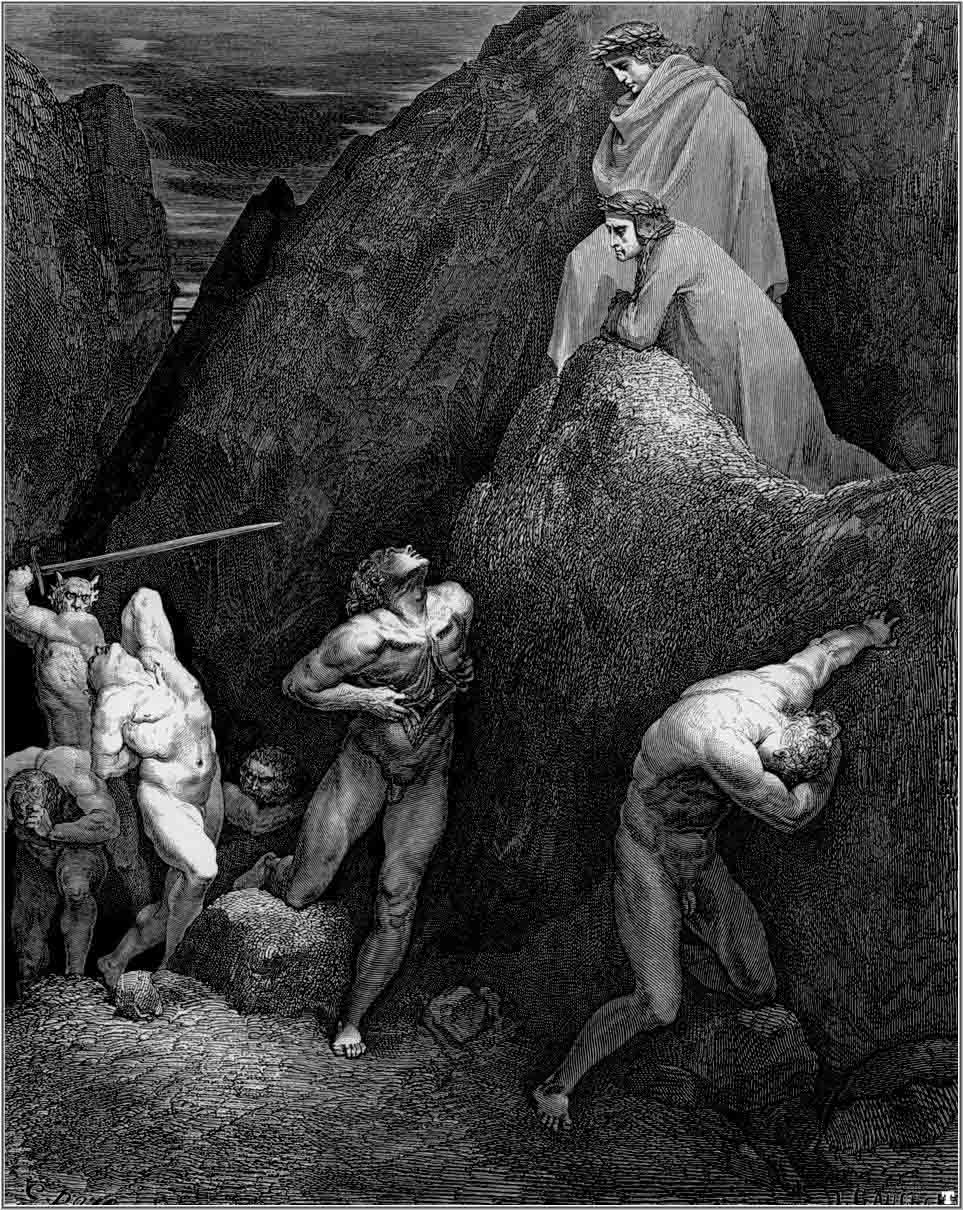
Mohammed suffering punishment in Hell. From Gustave Doré's illustrations of the Divine Comedy (1861)
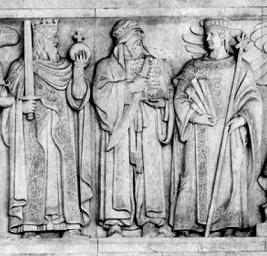
Muhammad as depicted by sculptor Adolph Weinman on the U.S. Supreme Court building in Washington, DC carrying a sword and the Quran.

## 21世紀における事件
21世紀はその幕開けから、ムハンマドの表象に関して様々な論争が起こった。現代において描かれたカリカチュアやコミックだけでなく、過去の歴史的な美術作品についても問題となった。

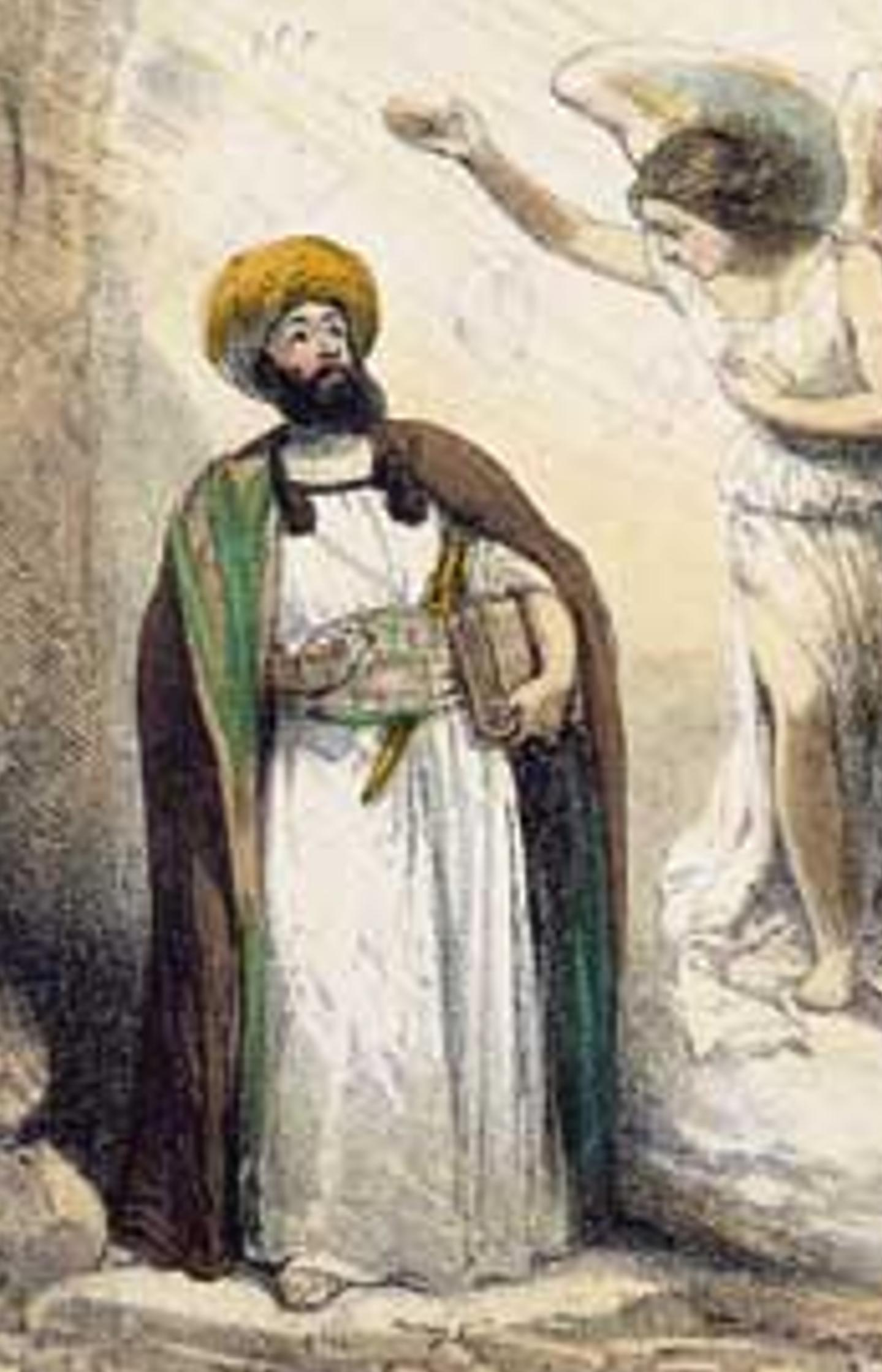
1999年にシュピーゲル誌が掲載した『天使ジブリールから啓示を受けるムハンマド』（テオドール・ホーゼマン、1847年）

ドイツの週刊誌シュピーゲルは、1999年12月に千年紀の終わりに向けて書かれた道徳訓と同じページに「道徳の使徒」としてムハンマド、イエス、孔子、イマヌエル・カントの画像を掲載した。その翌週から、出版社にはムハンマドの画像を印刷したことに対する抗議や不服申し立て、脅迫行為が続いた。トルコのテレビ局Show TVが編集者の1人の電話番号を放送したことで、この編集者には毎日抗議の電話がかかってきた。
ドイツ・イスラム中央評議会の理事長だったナディーム・エリヤスは、ムスリムの感情をあえて傷つけることのないよう、ふたたびこの画像を掲載することのないようにとの声明を発表した。エリヤスはまた、ムハンマドの顔を白塗りにすることを提案している。
2001年6月、シュピーゲルはイスラムの法を考慮したうえで、表紙にムハンマドの顔を白塗りした画像を掲載した。ホーゼマンの同じ絵は1998年のイスラム特集号でも掲載されていたが、このときはほとんど抗議は受けなかった。
2002年、イタリア警察は、テロリストによるボローニャにある教会の破壊計画を阻止したと発表した。この教会は、ムハンマドを描いた15世紀のフレスコ画を収蔵していた。
修正されたムハンマド画の例としては、ユタ大学の1940年の壁画がある。この絵の下にはムハンマドの名前があったのだが、2000年にムスリムの学生からの要望を受けて名前の表示が消された。

### コミック
2005年、デンマークの新聞であるユランス・ポステンが連載する風刺漫画に、ムハンマドの絵が掲載された。2005年の末から2006年初頭にかけて、デンマークのムスリム団体は抗議活動を行うとともに、こうした漫画が掲載されたことについての周知に努めた。シカゴ大学でイスラム史を教えるジョン・ウッズによれば、問題は単にムハンマドを侮辱的に描いていることだけではなく、ムハンマドがテロリズムの唱道者であるかのように揶揄したことにあった。スウェーデンでは、ユランス・ポステンを応援するためにオンライン上でカリカチュア・コンテストを開催することが告知されたが、外務大臣のライラ・フライヴァルズとスウェーデン保安局はインターネット・プロバイダにページへのアクセスを遮断するよう圧力をかけた。2006年にフライヴァルズの行為が明るみにでると、彼女は大臣職の辞任を余儀なくされた。2008年2月12日、デンマーク警察は件の作品を描いた漫画家の1人、カート・ウェステルゴールの殺害を首謀したとして3人の男を逮捕した。
2006年には、たびたび問題を起こしていたアメリカのアニメ番組『サウスパーク』が、このデンマークの事件を風刺しようとした。この番組は以前にも2001年7月4日放送の「スーパー・ベスト・フレンズ」の回で、ムハンマドをスーパーヒーローとして描き、その回からオープニング映像にもムハンマドを登場させていた。「カートゥーン・ウォーズ・パートⅡ」のエピソードでは、フォックスのアニメ番組『ファミリー・ガイ』の登場人物ピーター・グリフィンにムハンマドがサケの乗ったヘルメットを手渡すシーンがあるはずだった（サーモン・ヘルメットは、クンニリングスに類似する行為を指す俗語）。しかし、この番組を放送するコメディ・セントラルは、イスラム社会から暴力に訴える抗議をうけることの懸念を理由に、このシーンを流すことを拒否した。それに対する『サウスパーク』の作者たちのコメントは、コメディ・セントラルの二重規範をあてこするものであった。同じエピソードには、アメリカ大統領のジョージ・W・ブッシュとイエスがアメリカ国旗のうえに排便するシーンもあったからである。
2007年7月にはスウェーデン人アーティストのラルス・ヴィルクスがムハンマドをラウンドアバウト・ドッグとして描いたことが発端で論争が起こった。スウェーデンの複数のアートギャラリーが、安全上の観点からこのドローイングの展示を拒絶した。エレブルーに本社を置く地方紙ネリケス・アレハンダが、ヴィルクスが描いたうちの1枚を8月1８日に自己検閲と信教の自由を論じた社説の挿絵として掲載したことで、この論争は国際的な注目を集めるものとなった。
スウェーデン国内の複数の一流紙もすでにこのドローイングを掲載していたが、このネリケス・アレハンダ紙だけが国内のムスリムから抗議を受けただけでなく、イラン、パキスタン、アフガニスタン、エジプト、ヨルダンなど外国政府や国際機関であるイスラム協力機構からも公式な非難声明を受けた。
2007年9月には、バングラデシュの漫画家アリフール・ラーマンがムハンマドを不敬な仕方で描いたという容疑で身柄を拘束されたことで、新たな論争が起こった。バングラデシュ政府は、絵が掲載されたベンガル語の新聞であるプロトム・アロの発行分を押収した。問題となった漫画には年配の男性と猫を抱いた少年を描かれており、男性が少年に名前をたずねると、少年は「バブー」と答える。すると男性が、〔フルネームで〕ムハンマドといってから名前を言いなさいと少年をたしなめるのである。さらに男性は猫を指さして、名前をたずねる。今度は少年は「ムハンマド・猫」と答えるのである。この漫画はバングラデシュでは大きな問題に発展し、イスラム武装勢力は神を冒涜したラーマンの処刑を求めた。ムハンマドとその同志をあざける内容だと複数のイスラム集団が抗議を行い、この新聞を火にくべろと主張する人間も現れた。そういった人々は、新聞社の編集部と漫画家を「見せしめのため処罰」することも求めた。バングラデシュには神の冒涜を罰する法律はなかったため、やはりイスラム集団の過激派はその制定を主張した。

### シャルリー・エブド
2010年11月2日、パリにある諧謔的な週刊紙シャルリー・エブドの事務所に爆弾が投げ込まれ、同社のウェブサイトがハッキングされた。「編集長」からムハンマドに関する特集号が組まれる予定であることが告知され、社会問題をテーマとして予告する表紙にムハンマドンの漫画が掲載された後のことだった。
2012年9月、この新聞はムハンマドを風刺する漫画を連載したが、その中には裸のムハンマドを描いたものもあった。2013年1月、シャルリー・エブドはムハンマドの生涯を描いたコミック・ブックをつくる計画を発表した。2013年3月、アラビア半島のアルカイダ（AQAP）として知られるイエメンの支部組織が殺害予定者リストを持っていることが機関誌インスパイア（雑誌）の特別号で報じられた。このリストにはこれまでの論争に関わったステファヌ・シャルボニエ、ラルス・ヴィルクス、「みんなでムハンマドを描く日」のモリー・ノリスなどイスラムを侮辱したとAQAPに告発された人々が含まれていた。
2015年1月7日、シャルリー・エブドの事務所が再び襲撃され、シャルボニエをはじめ12人が射殺された。

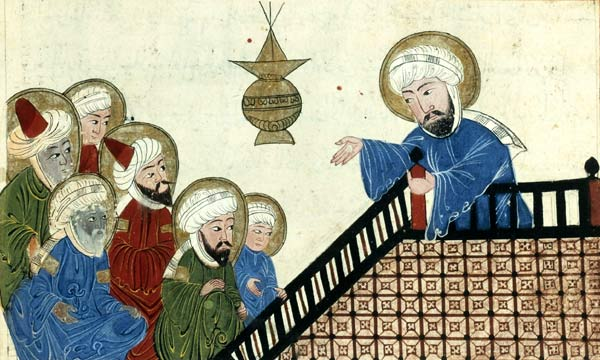
ナシー（暦）を戒める説教を行うムハンマド

### ウィキペディア
2008年、英語版ウィキペディアのムハンマドの記事に彼の画像を掲載することについて抗議するオンライン署名が行われ、80,000件以上の賛同を集めた。このときの画像は、ナシーを戒めるムハンマドを描いた14世紀のイルハン朝の写本挿絵（の17世紀のオスマントルコ時代の複製）であった。アメリカン・ムスリム誌のジェレミー・ヘンゼル=トーマスは、この抗議を取り上げて、次のように述べた。「このような機械的な思いつきの反応は、イスラムを非難し、ムスリムをあざける機会をうかがって逃さない人々にプレゼントをしているのと同じだ。ムスリムと西欧メディアが陥っている無知と相互嫌悪という負のスパイラルから抜け出せない状況を悪化させるだけといっていい」。
当該記事では、読者に画像を閲覧するか選択させるという妥協案も検討されたが、結局は採用されなかった。ウィキペディアはこの要望に対してコミュニティとしての行動をまったくとらなかった。このサイトのFAQでは、こういった画像に対する説明として、ウィキペディアはいずれの団体のためにも自己検閲を行わないと述べられている。

### メトロポリタン美術館
2010年1月、メトロポリタン美術館は、ムハンマドの描写を含む歴史画3点について、速やかに全作品を公開の企画展から撤去した。

### みんなでムハンマドを描く日
「みんなでムハンマドを描く日」は、ムハンマド画を描いたアーティストに暴力的な脅迫をおこなった人間への抗議だった。サウスパークのエピソード「201」に関わった人間に対する殺人予告を受けて、コメディ・セントラルはこの回の内容を検閲したためである。呼びかけに応じて、2010年4月20日には、インターネット上にムハンマドの絵が投稿されはじめた。同時に、「みんな」にムハンマドの絵を描くことを勧める文章も同年5月20日にアップされ、言論の自由を制限しようとする動きに対する抗議も行われた。

### ムハンマド美術展・競技会
2015年5月3日、アメリカのテキサス州ガーランドで活動家のパメラ・ゲラーとロバート・スペンサーが主催するイベントに、銃を持った2人１の男が乱入した。2人はイベントを警護していた警官に射殺された。このコンテストでは賞金10,000ドルがかけられており、2015年のシャルリー・エブド襲撃事件に対するカウンターとして企画されたものだった。襲撃した男の1人は、以前のテロ事件の容疑者としてFBIにマークされていたことが判明した。

## 関連文献
- Gruber, Christiane J.; Shalem, Avinoam (eds), The Image of the Prophet Between Ideal and Ideology: A Scholarly Investigation, De Gruyter, 2014, ISBN 9783110312386, google books, Introduction
- Gruber, Christiane J., "Images", in: Fitzpatrick, Coeli; Walker, Adam Hani (eds), Muhammad in History, Thought, and Culture: An Encyclopedia of the Prophet of God, ABC-CLIO, LLC, 2014, ISBN 9781610691772, google books